# 29. Januar
Der 29. Januar (auch 29. Jänner) ist der 29. Tag des gregorianischen Kalenders, somit bleiben 336 Tage (in Schaltjahren 337 Tage) bis zum Jahresende.

## Ereignisse

### Politik und Weltgeschehen

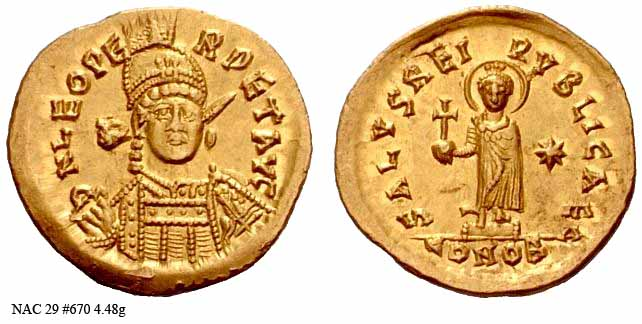
474: Leo II.

- 0474: Nach dem Tod seines Großvaters Leo I. wird Leo II. zum Kaiser des Oströmischen Reichs gekrönt. Da er noch minderjährig ist, wird sein Vater, der Isaurier Tarasicodissa, unter dem Namen Zenon gleichzeitig zum Mitkaiser erhoben.

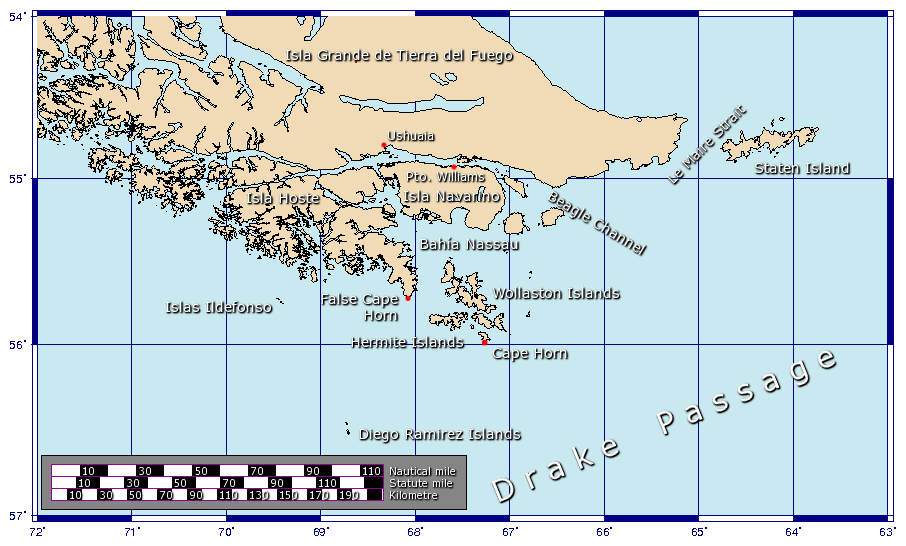
1616: Kap Hoorn

- 1616: Die niederländischen Seefahrer Jacob Le Maire und Willem Cornelisz Schouten gelangen erstmals auf dem Weg um das Kap Hoorn in den Pazifik.
- 1712: In Utrecht beginnt ein Kongress europäischer Mächte mit dem Ziel, den Spanischen Erbfolgekrieg zu beenden. Der Friede von Utrecht wird als Ergebnis am 11. April des Folgejahres geschlossen, doch von Kaiser Karl VI. nicht akzeptiert.
- 1713: Der am 29. Oktober 1709 zwischen Großbritannien und den Vereinigten Niederlanden abgeschlossene Barrieretraktat über Besatzungsrechte in den Spanischen Niederlanden wird auf die Orte Veurne, Knokke, Ypern, Menen, Tournai, Mons, Charleroi und Namur eingeschränkt.
- 1787: Frankreichs König Ludwig XVI. beruft auf Initiative des für Finanzen zuständigen Charles Alexandre de Calonne eine Notabelnversammlung ein, um die privilegierten Stände zum Verzicht auf ihre Steuerfreiheit zu bewegen. Damit sollen die zerrütteten Staatsfinanzen geordnet werden.
- 1814: In der Schlacht bei Brienne während der Befreiungskriege kann sich Napoleon Bonaparte mit seiner Armee gegenüber Marschall Blüchers preußischen Truppen und russischen Kosaken durchsetzen.
- 1820: Nach dem Tod von König Georg III. wird der bisherige Prinzregent als Georg IV. Herrscher in Großbritannien und Hannover.
- 1832: Im Deutschen Bund wird in der Zeit des Vormärz der Deutsche Vaterlandsverein zur Unterstützung der Freien Presse gegründet.
- 1834: Das Osmanische Reich erkennt das zur Zeit der russischen Besetzung der Donaufürstentümer während des Russisch-Türkischen Krieges erlassene Organische Reglement als gültig an. Im Gegenzug beendet Russland die Besetzung.
- 1856: Die britische Königin Victoria stiftet das Victoria-Kreuz als Ehrung für Soldaten, die sich im Krimkrieg durch Tapferkeit oder besondere Leistungen herausgehoben haben.

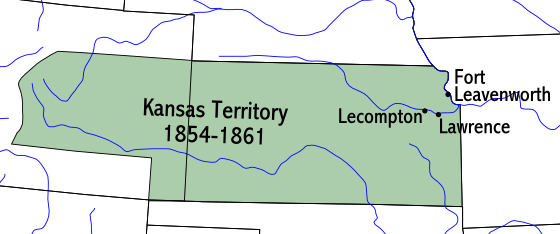
Kansas 1861

- 1861: Der Ostteil des Kansas-Territoriums wird unter dem Namen Kansas als 34. Bundesstaat der Vereinigten Staaten aufgenommen. Der Westteil wird am 28. Februar dem neu geschaffenen Colorado-Territorium zugeschlagen.
- 1863: Eine Einheit der US-Unionstruppen massakriert während des Gefechts am Bear River in Idaho rund 400 Indianer vom Stamm der Shoshonen.
- 1891: Auf Hawaii wird Liliʻuokalani zur Königin proklamiert. Sie folgt auf ihren Bruder Kalākaua und ist die erste Frau auf dem Thron.
- 1906: Durch den Tod seines Vaters Christian IX. wird in Dänemark Friedrich VIII. neuer König.

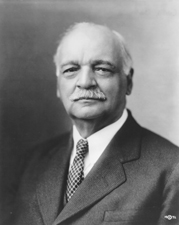
1907: Charles Curtis

- 1907: Charles Curtis aus dem Volk der Kansa tritt sein Amt als Senator für den US-Bundesstaat Kansas an und wird damit der erste indianische Senator der USA.
- 1916: Das Militärluftschiff LZ 79 wirft im Ersten Weltkrieg über Paris Bomben ab. Auf der Rückfahrt erhält der Zeppelin einen Treffer im Heck und muss im deutsch besetzten Belgien notlanden.
- 1942: In den Räumen des Reichsministeriums für die besetzten Ostgebiete in Berlin findet die erste Nachfolgekonferenz der Wannseekonferenz statt, wo eine folgenreiche Definition von „Jude“ festgelegt wird.

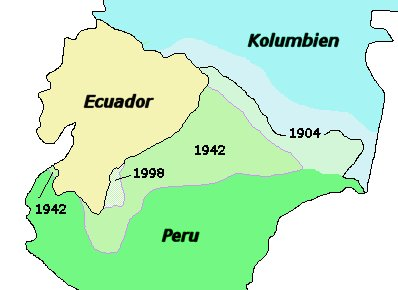
1942: Gebietsverluste Ecuadors

- 1942: Mit dem Protokoll von Rio de Janeiro wird der Peruanisch-Ecuadorianische Krieg beendet, wobei Ecuador fast die Hälfte seines Staatsgebietes an Peru verliert.
- 1943: Im Pazifikkrieg beginnt die Schlacht um die Nördlichen Salomonen mit der zweitägigen Schlacht bei Rennell Island zwischen Japan und den Vereinigten Staaten.
- 1954: Der britische Außenminister Anthony Eden unterbreitet auf einer alliierten Außenministerkonferenz den Eden-Plan zur Wiedervereinigung Deutschlands.
- 1955: Mehrere deutsche Politiker verabschieden anlässlich des westdeutschen NATO-Beitritts in der Frankfurter Paulskirche das Deutsche Manifest aus Sorge um die in weite Ferne rückende deutsche Wiedervereinigung.
- 1963: Die Verhandlungen mit Großbritannien über einen Beitritt zur Europäischen Wirtschaftsgemeinschaft scheitern am Veto des französischen Staatspräsidenten Charles de Gaulle.
- 1966: Der Luxemburger Kompromiss beendet die Politik des leeren Stuhls in der Europäischen Gemeinschaft.
- 1986: Yoweri Museveni erobert mit seiner National Resistance Army die ugandische Hauptstadt Kampala und setzt Staatspräsident Tito Okello ab. Er regiert seither als Präsident Ugandas.
- 1989: Bei den letzten Wahlen zum Abgeordnetenhaus im eigenständigen West-Berlin scheitert die FDP an der Fünf-Prozent-Hürde, wodurch SPD und die Alternative Liste überraschend die Mehrheit erreichen und Walter Momper (SPD) in der Folge Eberhard Diepgen (CDU) als Regierender Bürgermeister von Berlin ablöst. Die rechtsgerichteten Republikaner schaffen den Einzug ins Stadtparlament.
- 1996: Der französische Staatspräsident Jacques Chirac gibt das Einstellen weiterer französischer Kernwaffentests bekannt.

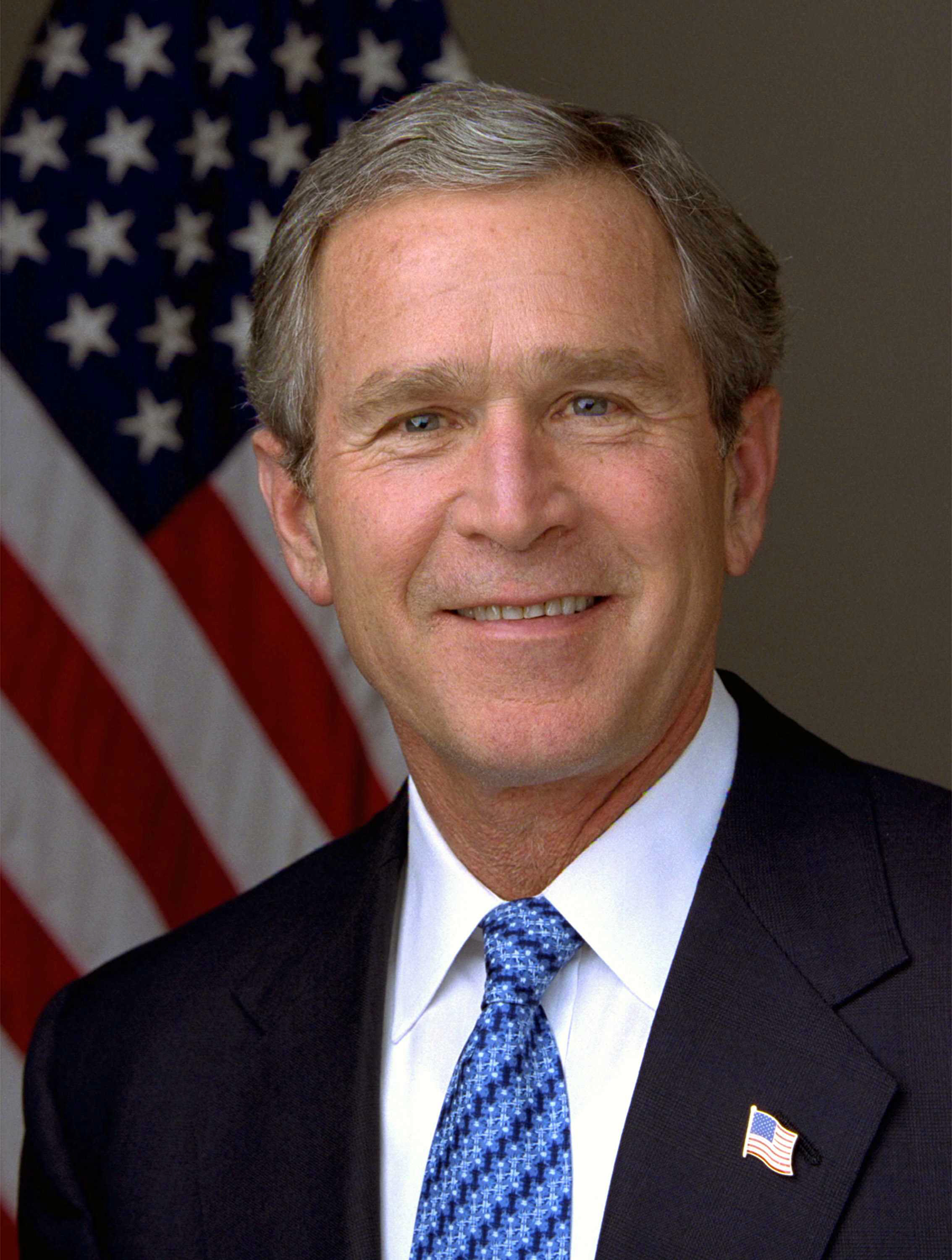
2002: George W. Bush

- 2002: In seiner Rede zur Lage der Nation, der ersten nach den Anschlägen des 11. September, rechnet US-Präsident George W. Bush Nordkorea, Iran und Irak zu einer Achse des Bösen.
- 2004: Deutschland vermittelt einen Gefangenenaustausch zwischen Israel und der Hisbollah unter Beteiligung von Bernd Schmidbauer, Frank-Walter Steinmeier und Ernst Uhrlau.
- 2018: In Rumänien wählt die Abgeordnetenkammer Viorica Dăncilă zur neuen Ministerpräsidentin. Sie ist die erste Frau in diesem Amt.
- 2018: Als erstes deutsches Staatsoberhaupt reist Bundespräsident Frank-Walter Steinmeier zu einem offiziellen Besuch in den Libanon.
- 2021: Vier nigerianische Bauern aus dem Nigerdelta (Nigeria) gewinnen in Den Haag einen Prozess gegen Shell wegen Nachlässigkeit beim Durchführen einer Probebohrung, die beachtliche Umweltschäden verursachte.[1]
- 2025: Im Deutschen Bundestag verhilft erstmals die AfD-Fraktion bei einer Abstimmung zur Mehrheit. Es ist ein Antrag der CDU/CSU-Fraktion. Das Ereignis wird an diesem Tag teils als Fall der Brandmauer bezeichnet, es gibt Spontandemonstrationen gegen den Vorgang mit mehreren Tausend Teilnehmenden.

### Wirtschaft

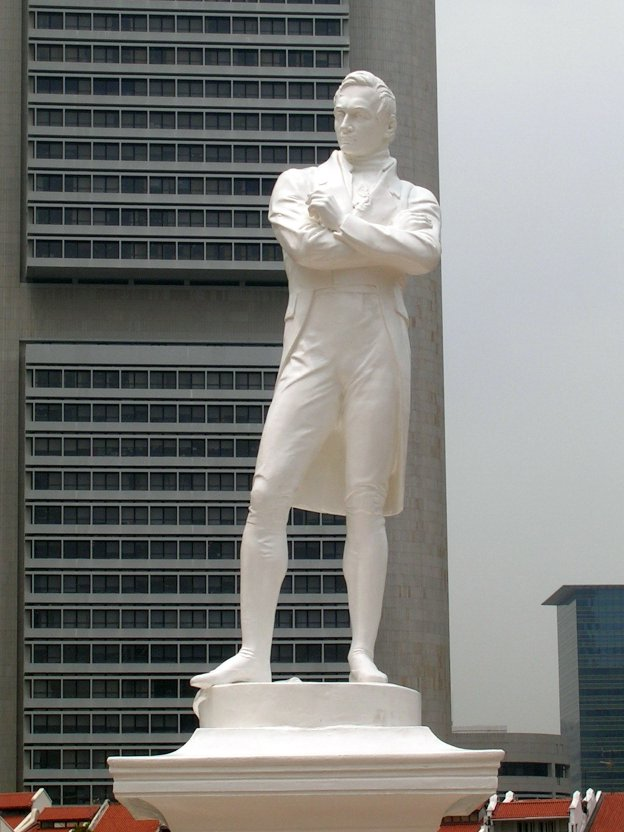
1819: Die Stamford-Raffles-Statue in Singapur

- 1819: Sir Thomas Stamford Raffles gründet im Fischerdorf Singapur Hafen und Niederlassung für die Britische Ostindien-Kompanie.
- 1903: Die von amerikanischen Geschäftsleuten in Berlin gegründete American Chamber of Commerce in Germany entsteht als erster bilateraler Handelsverband in Deutschland.
- 1929: Beim Reichspatentamt in Berlin beantragen die Vereinigten Papierwerke Nürnberg den Schutz des Warenzeichens Tempo für das von ihnen produzierte Taschentuch.
- 1968: Das Europäische Übereinkommen über die internationale Beförderung gefährlicher Güter auf der Straße (ADR) tritt in Kraft.
- 1972: Das Kernkraftwerk in Stade geht als elfter deutscher Kernreaktor ans Netz.

### Wissenschaft und Technik
- 1881: Dem Chirurgen Theodor Billroth gelingt bei einer Patientin mit Magenkrebs erstmals eine Magenresektion.

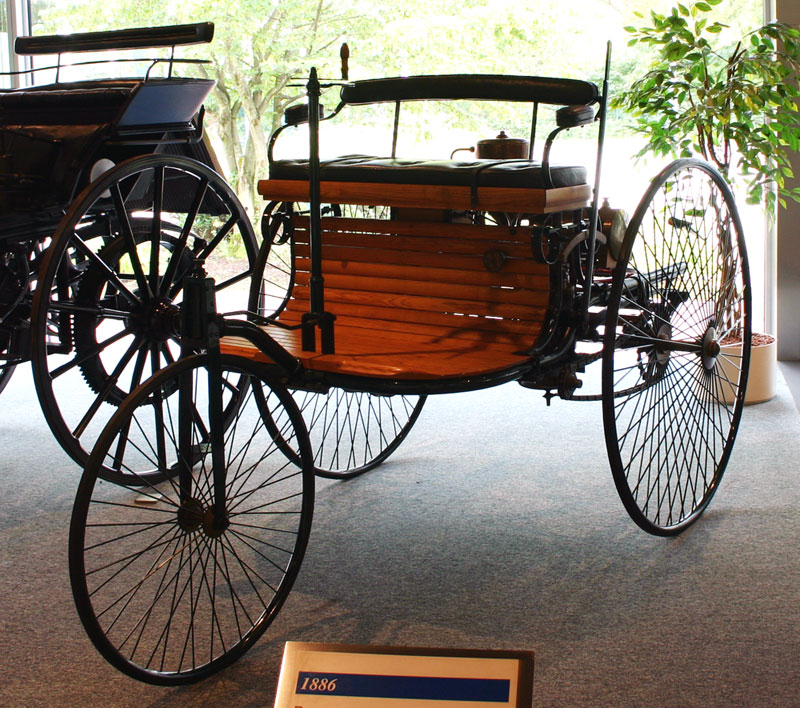
1886: Benz-Motorwagen (Nachbau)

- 1886: Carl Benz meldet sein Fahrzeug mit Gasmotorenbetrieb zum Patent an.
- 1938: Der deutsche Chemiker Paul Schlack entdeckt die Polymerisierbarkeit des Aminocaprolactams und entwickelt in der Folge daraus die Polyamidfaser Perlon.
- 1939: Carl Bode erreicht mit seiner Focke-Wulf Fw 61 3.427 m Höhe. Das bedeutet einen neuen Hubschrauber-Weltrekord.
- 1998: Kanada, Japan, Russland, die USA sowie die Mitgliedstaaten der europäischen ESA schließen den Vertrag über den Bau der Internationalen Raumstation ISS ab.

### Kultur
- 1664: Die Zwangsheirat (Le mariage forcé), eine Komödie des französischen Dichters Molière, wird als Ballettkomödie mit Musik von Jean-Baptiste Lully in den Gemächern der Königinmutter Anna im Louvre-Palast uraufgeführt. Ludwig XIV. tanzt bei der Uraufführung in einem Zigeunerkostüm. Daneben tanzen weitere Mitglieder der Hocharistokratie, die Rolle der Dorimène übernimmt die Marquise Du Parc.
- 1728: Im Lincoln’s Inn Fields Theatre in London erfolgt die Uraufführung des komischen Singspiels The Beggar’s Opera von John Gay.
- 1770: In Weimar findet die Uraufführung der komischen Oper Die Jagd von Johann Adam Hiller statt.
- 1772: Am Burgtheater in Wien feiert die Oper La fiera di Venezia von Antonio Salieri bei ihrer Uraufführung einen großen Erfolg.

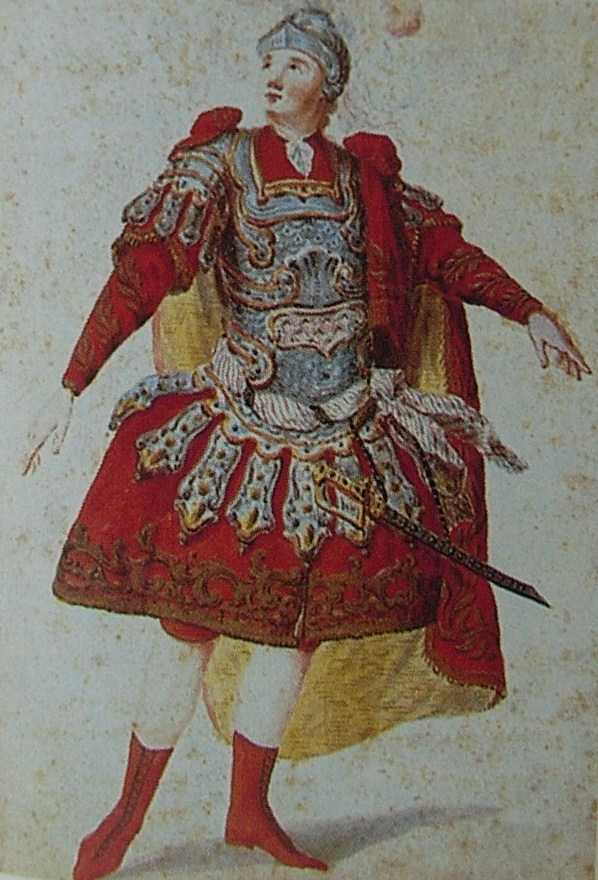
1781: Anton Raaff als Idomeneo

- 1781: Am Münchner Residenztheater wird Wolfgang Amadeus Mozarts Oper Idomeneo mit Erfolg uraufgeführt. Der berühmte Tenor Anton Raaff singt hier seine letzte Titelpartie. Mozart bezeichnet die Oper zeitlebens als seine Beste.
- 1845: Edgar Allan Poes Gedicht Der Rabe wird in der New Yorker Zeitung Evening Mirror erstmals veröffentlicht.
- 1896: In Basel findet die Uraufführung der Oper Kudrun von Hans Huber auf das Libretto von Stephan Born statt.
- 1899: Am Theater an der Wien in Wien erfolgt die Uraufführung der Oper Ihre Exzellenz von Richard Heuberger der Ältere.
- 1917: Die Uraufführung des Dramas Die Bürger von Calais am Neuen Theater in Frankfurt am Main bringt dem expressionistischen Dramatiker Georg Kaiser den künstlerischen Durchbruch.

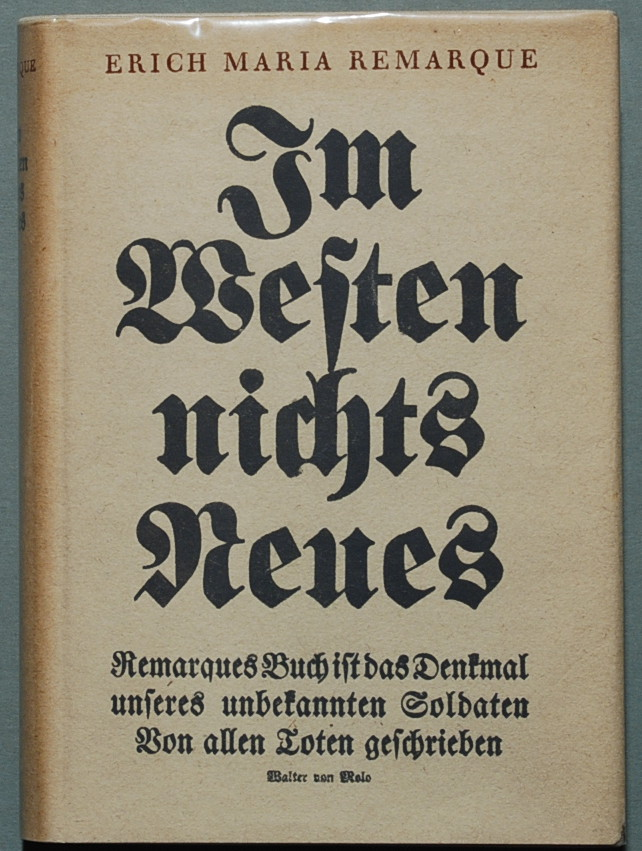
1929: Roman-Erstausgabe

- 1929: Der Roman Im Westen nichts Neues von Erich Maria Remarque kommt in den Handel. Seine Erstauflage ist durch Vorbestellungen sofort vergriffen.
- 1955: In Paris wird der Film Les Diaboliques des Regisseurs Henri-Georges Clouzot uraufgeführt.
- 1956: Am Schauspielhaus Zürich wird Friedrich Dürrenmatts „tragische Komödie“ Der Besuch der alten Dame mit Therese Giehse in der Hauptrolle uraufgeführt. Das Stück wird in der Folge zu einem Welterfolg.
- 1958: Der bereits im Vorjahr mit dem Louis-Delluc-Preis ausgezeichnete französische Kriminalfilm Fahrstuhl zum Schafott von Louis Malle mit Jeanne Moreau in der Hauptrolle erlebt seine Uraufführung.
- 1959: Der Zeichentrickfilm Sleeping Beauty (Dornröschen) der Walt Disney Company mit der Musik von Pjotr Iljitsch Tschaikowski hat seine Uraufführung in den USA.
- 1964: Die Filmsatire Dr. Seltsam oder: Wie ich lernte, die Bombe zu lieben von Stanley Kubrick mit Peter Sellers in mehreren Rollen wird in den USA uraufgeführt.
- 1966: Am Palace Theatre in New York City erfolgt die Uraufführung des Musicals Sweet Charity von Cy Coleman und Neil Simon.
- 1987: Die Oper Habemeajaja von Boris Blacher wird an der Akademie der Künste in Berlin uraufgeführt.
- 1996: Das Teatro La Fenice in Venedig brennt zur Gänze ab.

### Gesellschaft
- 1979: Die sechzehnjährige Brenda Ann Spencer tötet bei einem Amoklauf in ihrer Schule in San Diego zwei Personen und verletzt neun weitere. Ihre Begründung für die Tat inspiriert Bob Geldof zu dem Lied I Don’t Like Mondays, welches ein großer Hit für seine Gruppe The Boomtown Rats wird.

### Religion
- 0904: Sergius III. wird Papst, nachdem er den Gegenpapst Christophorus gefangen gesetzt hat.

### Katastrophen
- 1975: Der Rohöltanker Jakob Maersk tangiert beim Anlaufen des portugiesischen Zielhafens Porto de Leixões eine Sandbank, gerät in Brand, zerbricht und sinkt schließlich. Etwa 15.000 Tonnen austretendes Öl verschmutzen die Küste, die Rauchfahne der brennenden Ladung verursacht Atembeschwerden an Land.
- 2025: Bei einer Massenpanik während des religiösen Festes Kumbh Mela kommen nahe der indischen Stadt Prayagraj mindestens 40 Menschen ums Leben, Hunderte werden verletzt.

Kleinere Unglücksfälle sind in den Unterartikeln von Katastrophe und in der Liste von Katastrophen aufgeführt.

### Natur und Umwelt
- 2008: Der etwa 250 Meter große Asteroid 2007 TU24 nähert sich der Erde auf bis zu 533.000 km. Es handelt sich wahrscheinlich bis zum Jahre 2027 um die größte Annäherung eines größeren Himmelskörpers zur Erde.

### Sport

1898: Deutscher Leichtathletik-Verband

- 1898: In Berlin wird die Deutsche Sportbehörde für Athletik gegründet (heute: Deutscher Leichtathletik-Verband).
- 1904: Der schwedische Sportverein Västerås SK wird gegründet.
- 1964: Im Bergiselstadion in Innsbruck werden die IX. Olympischen Winterspiele durch Bundespräsident Adolf Schärf eröffnet. Der österreichische Rennrodel-Weltmeister Paul Aste spricht den olympischen Eid.
- 1994: Die österreichische Skirennläuferin Ulrike Maier verunglückt beim Kandahar-Rennen in Garmisch-Partenkirchen tödlich.

Einträge von Leichtathletik-Weltrekorden befinden sich unter der jeweiligen Disziplin unter Leichtathletik.

## Geboren

### Vor dem 18. Jahrhundert
- 1292: Ibn Qaiyim al-Dschauzīya, sunnitischer Gelehrter
- 1455: Johannes Reuchlin, deutscher Philosoph und Humanist
- 1476: Giuliano Bugiardini, italienischer Maler

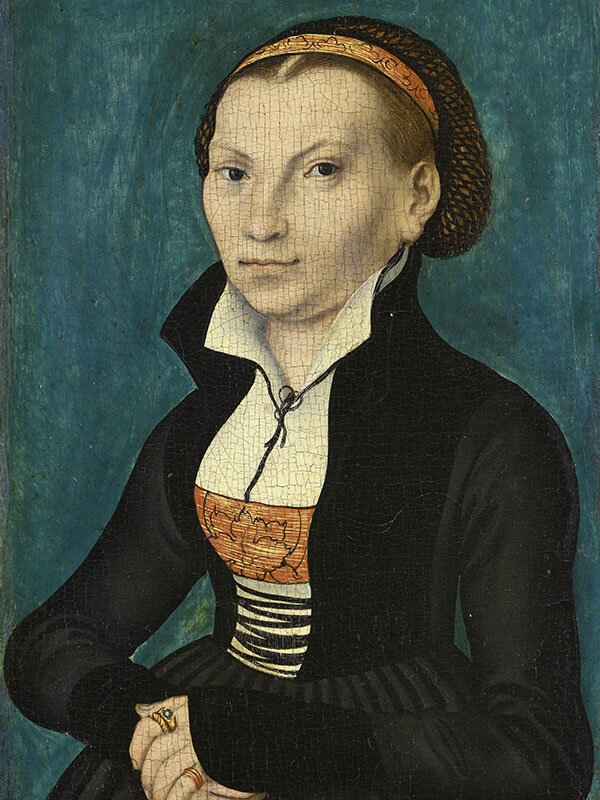
Katharina von Bora (* 1499)

- 1499: Katharina von Bora, deutsche Reformatorin und Ehefrau von Martin Luther
- 1525: Lelio Sozzini, italienischer Humanist, Jurist und Theologe
- 1532: Lorenz Dürnhofer, deutscher evangelischer Theologe
- 1584: Friedrich Heinrich, Statthalter der Vereinigten Niederlande
- 1586: Ludwig Friedrich von Württemberg-Mömpelgard, deutscher Fürst
- 1593: Johann von Geyso, hessen-kasselscher Generalleutnant im Dreißigjährigen Krieg
- 1602: Amalie Elisabeth von Hanau-Münzenberg, Landgräfin von Hessen-Kassel
- 1632: Johann Georg Graevius, deutscher klassischer Philologe und Textkritiker
- 1634: Adrian Beier der Jüngere, deutscher Jurist
- 1649: Charles Paris d’Orléans-Longueville, Herzog von Longueville, Fürst von Neuchâtel
- 1688: Emanuel Swedenborg, schwedischer Wissenschaftler, Mystiker und Theologe
- 1690: Franz Joseph Roth, deutscher Stuckateur und Baumeister

### 18. Jahrhundert
- 1715: Georg Christoph Wagenseil, österreichischer Komponist
- 1717: Jeffrey Amherst, 1. Baron Amherst, britischer General
- 1718: Paul Rabaut, französischer evangelischer Prediger und Pfarrer
- 1722: Luise Amalie von Braunschweig-Wolfenbüttel, Prinzessin von Preußen
- 1728: Georg Heinrich Conrad Hüttemann, lutherischer Missionar in Indien
- 1746: Pierre Picot, Schweizer evangelischer Geistlicher und Hochschullehrer
- 1749: Christian VII., König von Dänemark und Norwegen
- 1749: Rochus Franz Ignaz Egedacher, österreichischer Orgelbauer
- 1750: Eberhard Friedrich Bacmeister, preußischer Jurist und Beamter
- 1751: Joseph Bradley Varnum, US-amerikanischer Politiker, Mitglied und Sprecher des Repräsentantenhauses, Senator für Massachusetts
- 1756: Henry Lee III, US-amerikanischer Kavallerieoffizier, Generalmajor und Politiker
- 1758: Heinrich Maria Graf, deutscher römisch-katholischer Geistlicher und Politiker
- 1761: Albert Gallatin, US-amerikanischer Politiker und Diplomat
- 1762: Giuseppe Nicolini, italienischer Opernkomponist
- 1763: Johann Gottfried Seume, deutscher Schriftsteller und Dichter
- 1767: Joseph von Thoma, deutscher Forstbeamter
- 1771: Samuel Gottlieb Hünerwadel, Schweizer evangelischer Geistlicher und Hochschullehrer
- 1773: Friedrich Mohs, deutscher Mineraloge
- 1780: Gustav Kalixt von Biron, Generalleutnant in den Koalitionskriegen
- 1780: Marianne von der Mark, illegitime Tochter von Friedrich Wilhelm II.
- 1782: Daniel-François-Esprit Auber, französischer Komponist
- 1787: Franz Xaver Nippel von Weyerheim, österreichischer Jurist
- 1788: Michael Leopold Enk von der Burg, österreichischer Benediktinermönch, Schriftsteller und Literaturtheoretiker
- 1790: Julius Georg Knoll, deutscher Jurist
- 1792: Lemuel H. Arnold, US-amerikanischer Politiker
- 1794: Francisco Ferrera, Präsident von Honduras
- 1796: Francesco Lacedelli, italienisch-österreichischer Bergsteiger
- 1797ː Sibylle Mertens-Schaaffhausen, deutsche Archäologin, Zentrum der Bonner Gesellschaft

### 19. Jahrhundert

#### 1801–1850
- 1802: Nathaniel Jarvis Wyeth, US-amerikanischer Erfinder und Geschäftsmann
- 1803: Anselm Salomon von Rothschild, österreichischer Bankier
- 1810: Ernst Eduard Kummer, deutscher Mathematiker
- 1818: Robert Caspary, deutscher Botaniker

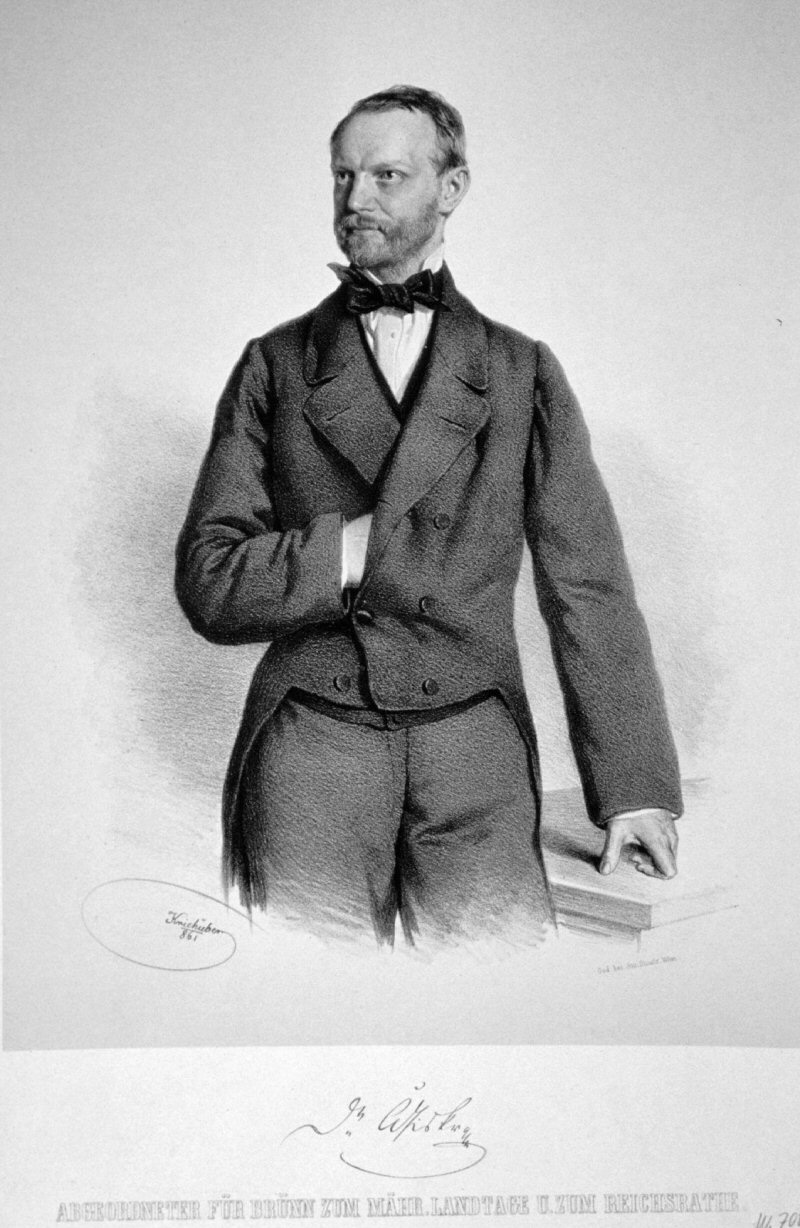
Carl Giskra (* 1820)

- 1820: Carl Giskra, österreichischer Staatsmann
- 1821: Robert Spiske, deutscher Priester, Gründer der Hedwigschwestern
- 1824: Oktavio von Boehn, preußischer General der Infanterie
- 1825: Marie von Nassau, deutsche Adelige
- 1829: Tommaso Villa, italienischer Minister
- 1832: Nikolai Ignatjew, russischer General und Diplomat
- 1833: Carl Frederik Aagaard, dänischer Maler
- 1835: Sarah Chauncey Woolsey, amerikanische Kinderbuchautorin
- 1836: Ferdinand Dessoir, deutscher Schauspieler
- 1838: Edward W. Morley, US-amerikanischer Chemiker
- 1842: Alfred Friedrich Bluntschli, Schweizer Architekt
- 1843: William McKinley, US-amerikanischer Staatspräsident
- 1845: Carl Heinrich Florenz Müller, genannt „Röntgenmüller“, deutscher Unternehmer
- 1850: Ebenezer Howard, britischer Pionier der Gartenstadtbewegung
- 1850: Ludwig Wolf, deutscher Arzt und Anthropologe

#### 1851–1900
- 1851: Richard Reverdy, deutscher Baumanager und Beamter
- 1852: Kazimierz Morawski, polnischer Philologe, Historiker und Übersetzer
- 1853: Kitasato Shibasaburō, japanischer Arzt und Bakteriologe
- 1856: Aleksander Brückner, polnischer Slawist
- 1857: Richard Schwemer, deutscher Lehrer und Historiker
- 1858: Otto Baumgarten, deutscher Theologe
- 1858: Charles à Court Repington, britischer Kriegsberichterstatter
- 1859: Karl Scheidemantel, deutscher Opernsänger (Bariton), Regisseur und Operndirektor in Dresden
- 1859: Heinrich Schenkl, österreichischer Altphilologe
- 1860: William Robertson, 1. Baronet, britischer Feldmarschall und Chef des Imperialen Generalstabs
- 1860: Anton Tschechow, russischer Schriftsteller, Novellist und Dramatiker (Drei Schwestern, Die Möwe, Der Kirschgarten)
- 1861ː Josefine Swoboda, österreichische Malerin und Grafikerin
- 1862: Frederick Delius, britischer Komponist
- 1863: Fryco Rocha, niedersorbischer Dichter und Schriftsteller
- 1864: Albert Preuß, deutscher Sportschütze
- 1865: Carl Sartorius, deutscher Jurist

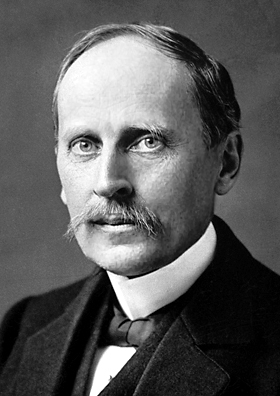
Romain Rolland (* 1866)

- 1866: Romain Rolland, französischer Schriftsteller, Musikkritiker, Pazifist und Nobelpreisträger
- 1867: Vicente Blasco Ibáñez, spanischer Schriftsteller
- 1867: Elisabeth Büchsel, deutsche Malerin
- 1868: Albin Egger-Lienz, österreichischer Maler
- 1868: Hans Glauning, deutscher Offizier
- 1870: Karl Ernst Ranke, deutscher Internist
- 1873: Luigi Amedeo di Savoia-Aosta, italienischer Marineoffizier und Forschungsreisender
- 1874: Robert Lach, österreichischer Musikwissenschaftler
- 1874: John D. Rockefeller jr., US-amerikanischer Philanthrop
- 1876: Havergal Brian, britischer Komponist
- 1876: Franz Kölbl, österreichischer Politiker und Geistlicher
- 1876: Ludolf Nielsen, dänischer Komponist
- 1876: Pedro Sinzig, brasilianischer Schriftsteller und Franziskaner, Journalist und Komponist
- 1877: Georges Catroux, französischer General und Diplomat
- 1877: Alban Haas, deutscher Theologe und Historiker
- 1877: Hugo Obermaier, deutscher Archäologe
- 1878: Mary Jobe Akeley, US-amerikanische Naturforscherin, Entdeckerin und Kartografin
- 1879: Louis Prével, französischer Ruderer
- 1880: W. C. Fields, US-amerikanischer Schauspieler
- 1880: Philibert Jacques Melotte, britischer Astronom
- 1882: Paul Goerens, deutscher Professor und Metallurg

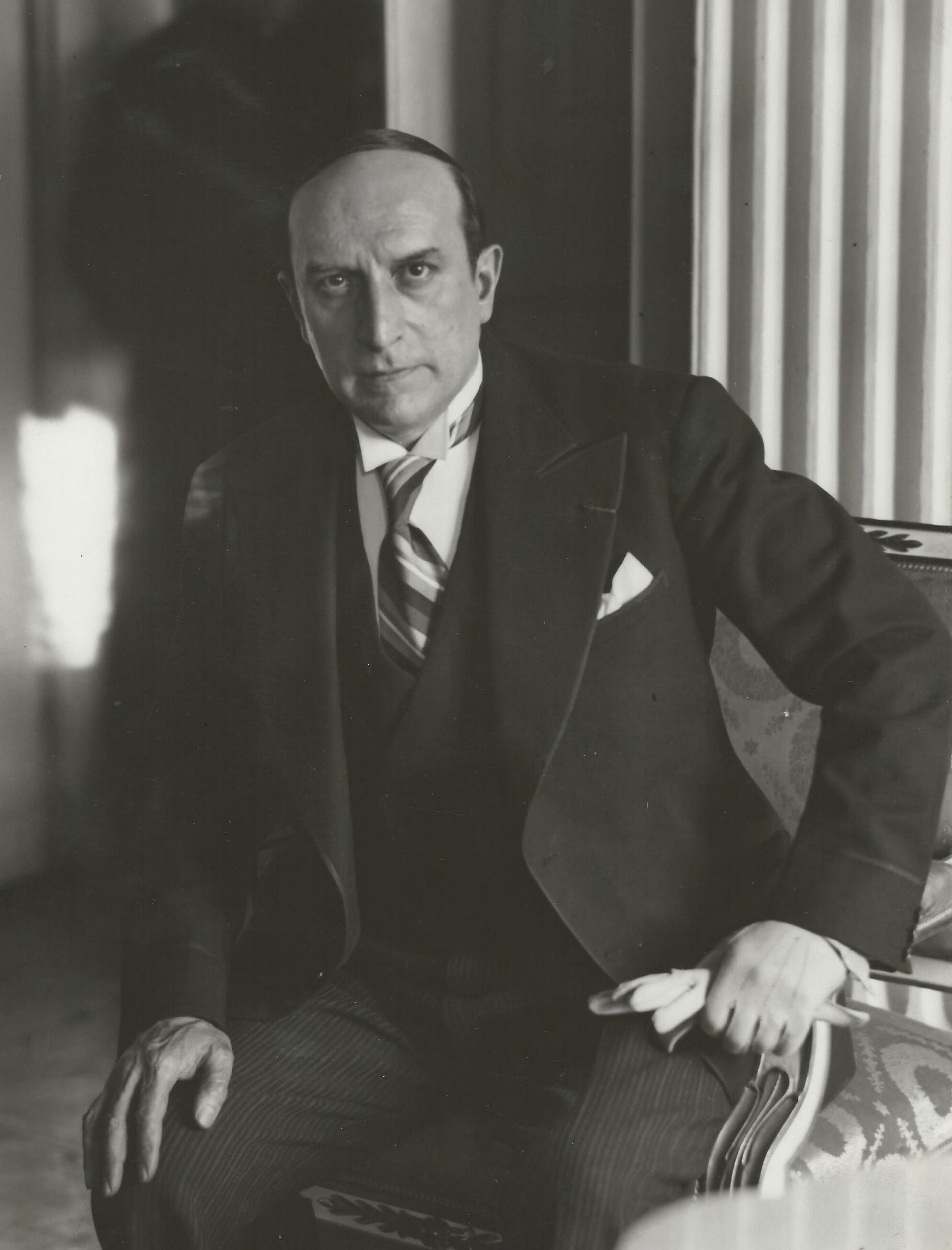
Charles Méré (* 1883)

- 1883: Charles Méré, französischer Schriftsteller
- 1884: Juhan Aavik, estnischer Komponist
- 1884: Hans Adlhoch, deutscher Politiker
- 1884: Douglass Cadwallader, US-amerikanischer Golfer
- 1886: Sascha Kolowrat-Krakowsky, österreichischer Filmpionier
- 1887: August Wilhelm von Preußen, preußischer Prinz und SA-General
- 1887: René A. Spitz, deutscher Psychoanalytiker
- 1888: Sydney Chapman, britischer Astronom und Geophysiker
- 1888: Men Rauch, Schweizer Ingenieur, Politiker und Dichter
- 1889: Bruno Ertler, österreichischer Schriftsteller
- 1889: Josef Linster, rumäniendeutscher Komponist und Musikpädagoge
- 1889: Rudolf Mauersberger, deutscher Chorleiter und Komponist
- 1890: Marguerite Canal, französische Komponistin
- 1891: Archie Mayo, US-amerikanischer Filmregisseur
- 1891: Richard Norris Williams, US-amerikanischer Tennisspieler
- 1892: Clifford Gray, US-amerikanischer Bobsportler

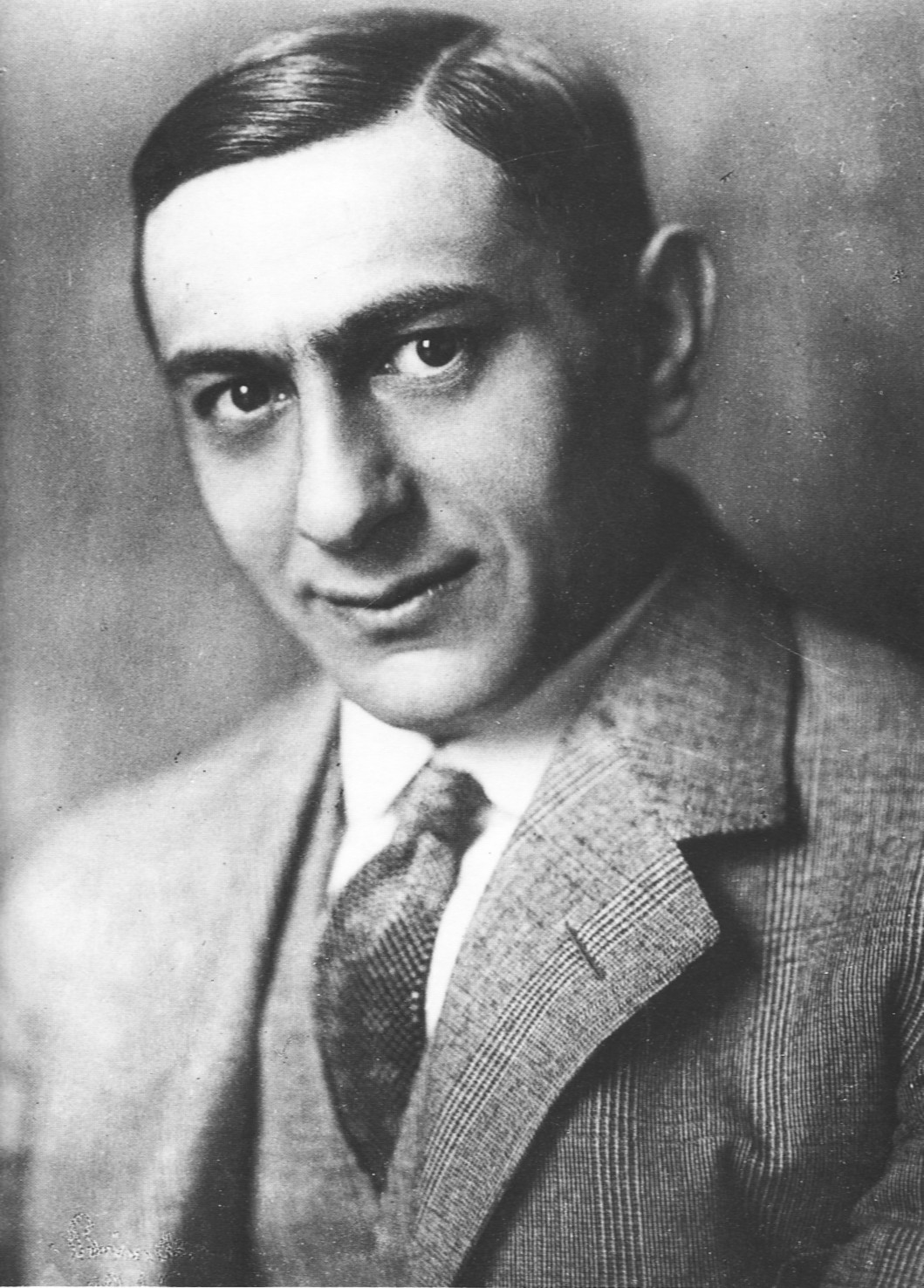
Ernst Lubitsch (* 1892)

- 1892: Ernst Lubitsch, deutsch-US-amerikanischer Filmregisseur und Schauspieler, Oscarpreisträger
- 1892: Reinhard Sorge, deutscher Schriftsteller
- 1893: Émile Burie, französischer Automobilrennfahrer
- 1893: Edric Cundell, englischer Komponist, Hornist, Pianist, Dirigent und Musikpädagoge
- 1893: Marțian Negrea, rumänischer Komponist
- 1894: René Schiltz, französischer Automobilrennfahrer
- 1896: Herbert Cysarz, sudetendeutscher Germanist
- 1897: Arno Arnold, deutscher Arzt, Internist und Sportmediziner
- 1898: Alphonse Auclair, französischer Automobilrennfahrer
- 1899: Gerhard Graubner, deutscher Architekt
- 1899: Hans Henn, deutscher Politiker, MdB, MdL
- 1899: Heinrich Blücher, deutscher Autodidakt und Philosoph
- 1899: Paul Klages, deutscher Flugzeugkonstrukteur
- 1900: Marko Tajčević, kroatisch-serbischer Komponist

### 20. Jahrhundert

#### 1901–1925
- 1901: Heinrich Anacker, schweizerisch-deutscher Schriftsteller

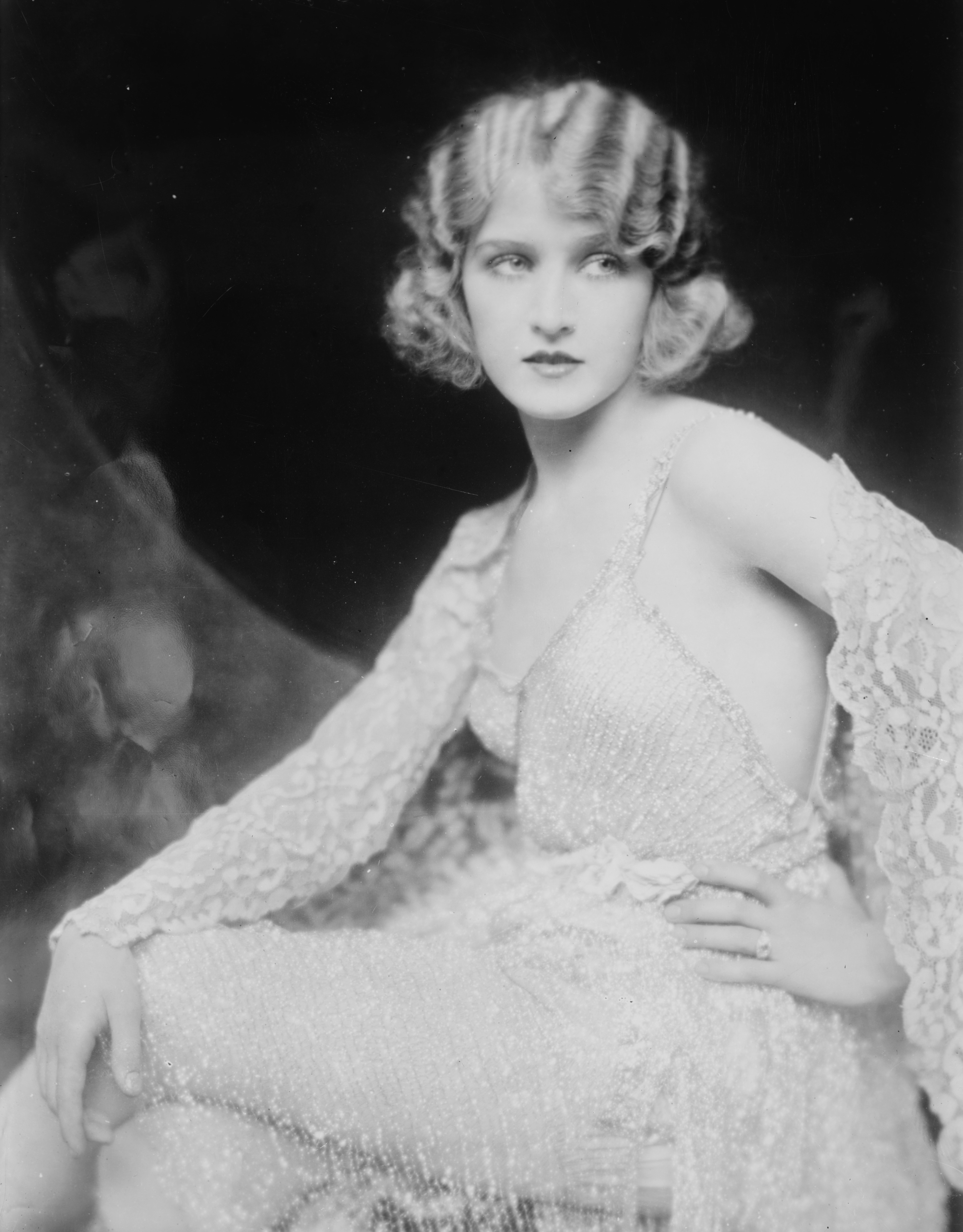
Mary Eaton (* 1901)

- 1901: Mary Eaton, US-amerikanische Schauspielerin
- 1903: Bernhard Reismann, deutscher Politiker, MdL, MdB
- 1904: Arnold Gehlen, deutscher Philosoph und Soziologe

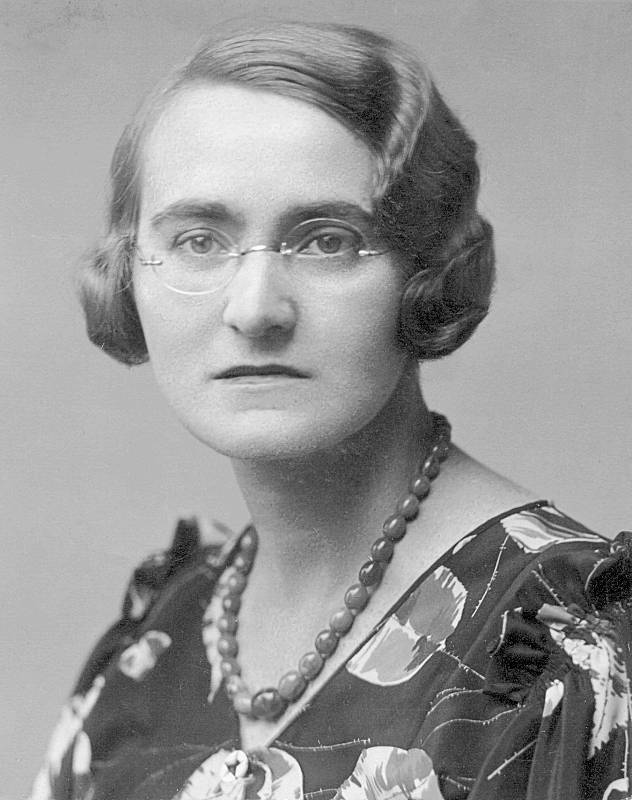
Lidia Zamenhof (* 1904)

- 1904ː Lidia Zamenhof, polnische Schriftstellerin, Übersetzerin, Esperantistin und Opfer des Holocaust
- 1905: Heinz Lieberich, deutscher Rechtshistoriker und Archivar
- 1905: Barnett Newman, US-amerikanischer Maler
- 1906: Heinrich Bredt, deutscher Arzt
- 1908: André Carré, französischer Autorennfahrer
- 1908: Grete Heublein, deutsche Leichtathletin
- 1911: Reuben H. Tucker, US-amerikanischer General
- 1912: Karl Schlösser, deutscher Fußballspieler
- 1913: Victor Mature, US-amerikanischer Schauspieler
- 1913: Peter von Zahn, deutscher Rundfunk- und Fernsehjournalist
- 1914: Fukazawa Shichirō, japanischer Schriftsteller
- 1914: Susi Weigel, österreichische Kinderbuchillustratorin
- 1915: Johnny McDowell, US-amerikanischer Automobilrennfahrer
- 1915: Bill Peet, US-amerikanischer Zeichner und Geschichtenschreiber
- 1915: Halfdan Rasmussen, dänischer Lyriker
- 1915: John Serry senior, US-amerikanischer Akkordeon-Virtuose, Arrangeur, Komponist und Organist
- 1918: Luis Aguilar, mexikanischer Schauspieler und Sänger
- 1918: Everhardus Ariëns, niederländischer Pharmakologe
- 1918: John Forsythe, US-amerikanischer Schauspieler
- 1919: Konrad Hesse, deutscher Rechtswissenschaftler und Richter des Bundesverfassungsgerichts
- 1919: Helma Sjuts, deutsche Ballonfahrerin
- 1921: Hans Dichand, österreichischer Journalist
- 1922: Karl Partsch, deutscher Biologe und Umweltschützer
- 1923: Paddy Chayefsky, US-amerikanischer Autor
- 1923: Walde Huth, deutsche Fotografin
- 1923: Eddie Taylor, US-amerikanischer Blues-Gitarrist
- 1924: Edi Finger, österreichischer Sportjournalist
- 1924: Celio González, kubanischer Sänger

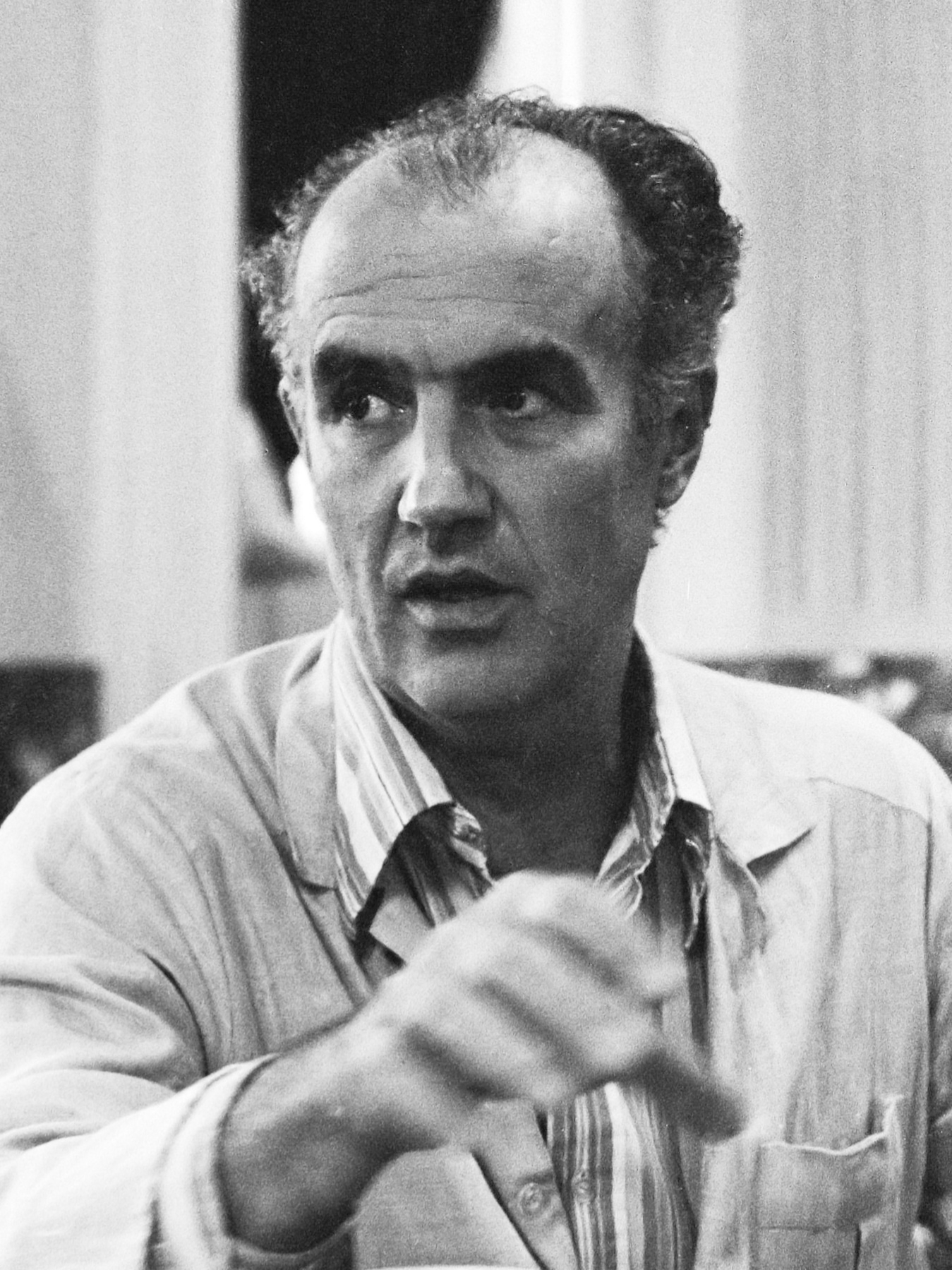
Luigi Nono (* 1924)

- 1924: Luigi Nono, italienischer Komponist
- 1924: Bianca Maria Piccinino, italienische Journalistin und Fernsehmoderatorin
- 1925: Miloslav Kořínek, aus Tschechien gebürtiger slowakischer Komponist und Hochschullehrer
- 1925ː Eleonora Jakowlewna Lichtenberg, sowjetisch-russische Architektin
- 1925: Lois Marshall, kanadische Sängerin und Gesangspädagogin

#### 1926–1950
- 1926: Robert Falkenburg, US-amerikanisch-brasilianischer Tennisspieler
- 1926: Abdus Salam, pakistanischer Physiker, zweiter muslimischer Nobelpreisträger
- 1926: Agnes Sauser-Im Obersteg, Berner Politikerin, Gemeindepräsidentin
- 1926: Mario Suárez, venezolanischer Sänger
- 1926: Curt Timm, deutscher Schauspieler, Sprecher und Intendant
- 1926: Ernst Träger, deutscher Richter des Bundesverfassungsgerichts
- 1927: Edward Abbey, US-amerikanischer Naturforscher, Philosoph und Schriftsteller
- 1928: Kurt Joachim von Bornhaupt, deutscher Richter
- 1928: Bengt Hambraeus, schwedischer Komponist, Organist und Musikwissenschaftler
- 1928: Fritz Morf, Schweizer Fußballspieler
- 1929: Jerry Hoyt, US-amerikanischer Automobilrennfahrer
- 1929: Elio Petri, italienischer Filmregisseur
- 1929: Ed Shaughnessy, US-amerikanischer Jazz-Schlagzeuger
- 1930: Derek Bailey, britischer Gitarrist und Improvisationskünstler
- 1930: John Neely, US-amerikanischer Jazzmusiker
- 1930: Jacqueline Veuve, Schweizer Dokumentarfilmerin
- 1931: Leslie Bricusse, britischer Komponist und Liedtexter von Filmmusik
- 1931: Gert Hofmann, deutscher Schriftsteller

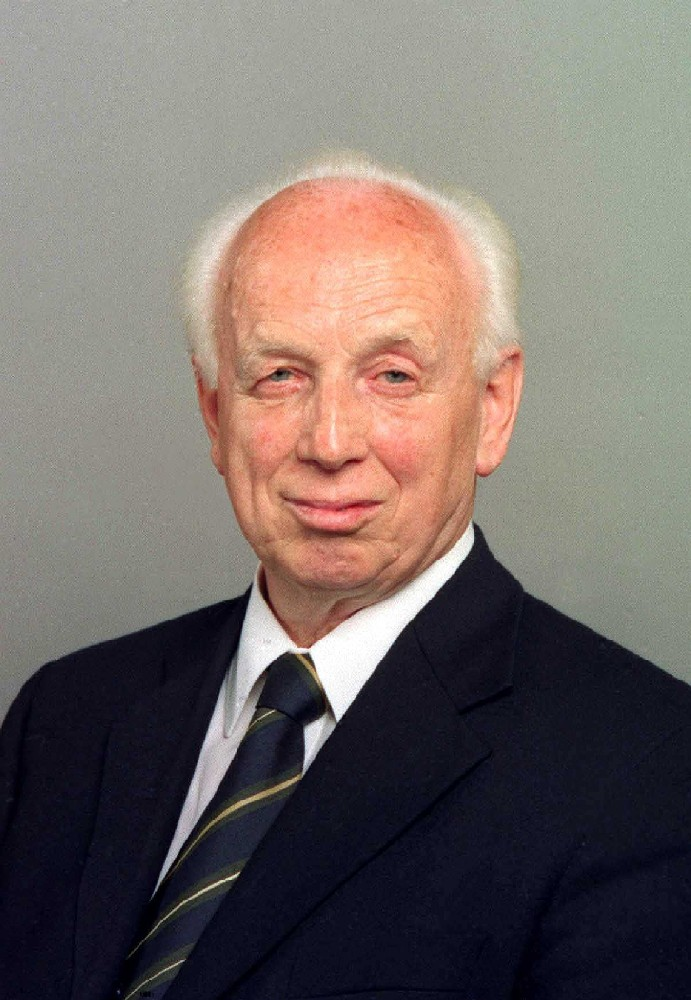
Ferenc Mádl (* 1931)

- 1931: Ferenc Mádl, ungarischer Jurist und Staatsoberhaupt
- 1932: Frank Assunto, US-amerikanischer Bandleader und Trompeter
- 1932: José Ayala Lasso, ecuadorianischer Politiker
- 1933: Sacha Distel, französischer Chansonnier und Komponist
- 1933: Werner Staak, deutscher Politiker
- 1934: Kassian Lauterer, österreichischer Abt
- 1935: Luboš Kohoutek, tschechischer Astronom
- 1935: Theodor J. Reisdorf, deutscher Schriftsteller
- 1936: Patrick Caulfield, britischer Pop-Art-Künstler
- 1936: Eva-Maria Geisler, deutsch-österreichische Malerin
- 1936: James Jamerson, US-amerikanischer Bassist
- 1936: Walter Lewin, niederländischer Physiker
- 1937: Laurence Deonna, Schweizer Autorin und Fotografin
- 1938: Henry Ely, dominikanischer Operntenor
- 1938: Shūji Tsurumi, japanischer Kunstturner
- 1939: Germaine Greer, australische Intellektuelle, Autorin und Publizistin
- 1939: Hans-Joachim Hecht, deutscher Schachspieler
- 1939: Jeanne Lee, US-amerikanische Jazzsängerin
- 1939: David Milne, simbabwischer Bogenschütze
- 1939: Alan Silva, US-amerikanischer Jazzmusiker
- 1940: Erdmut Bramke, deutsche Malerin
- 1940: Katharine Ross, US-amerikanische Schauspielerin und Kinderbuchautorin
- 1940: Erika Schuchardt, deutsche Politikerin und Professorin, MdB
- 1940: Kunimitsu Takahashi, japanischer Automobilrennfahrer
- 1941: Mark Arndt, deutscher Erzbischof
- 1941: Gail M. Ashley, US-amerikanische Geologin
- 1942: Claudine Longet, französische Sängerin und Schauspielerin
- 1942: Arnaldo Tamayo Méndez, kubanischer Pilot und Kosmonaut
- 1942: Václav Zahradník, tschechischer Dirigent, Komponist und Arrangeur
- 1943: Bernd Schiphorst, deutscher Medienmanager
- 1944: Syed Mohammed Arif, indischer Badmintonspieler
- 1944: Andrew Loog Oldham, britischer Musiker und Manager der Rolling Stones
- 1945: Maresa Hörbiger, österreichische Schauspielerin
- 1945: Ibrahim Boubacar Keïta, malischer Politiker und Staatspräsident von Mali
- 1945: Manfred Lehmann, deutscher Schauspieler

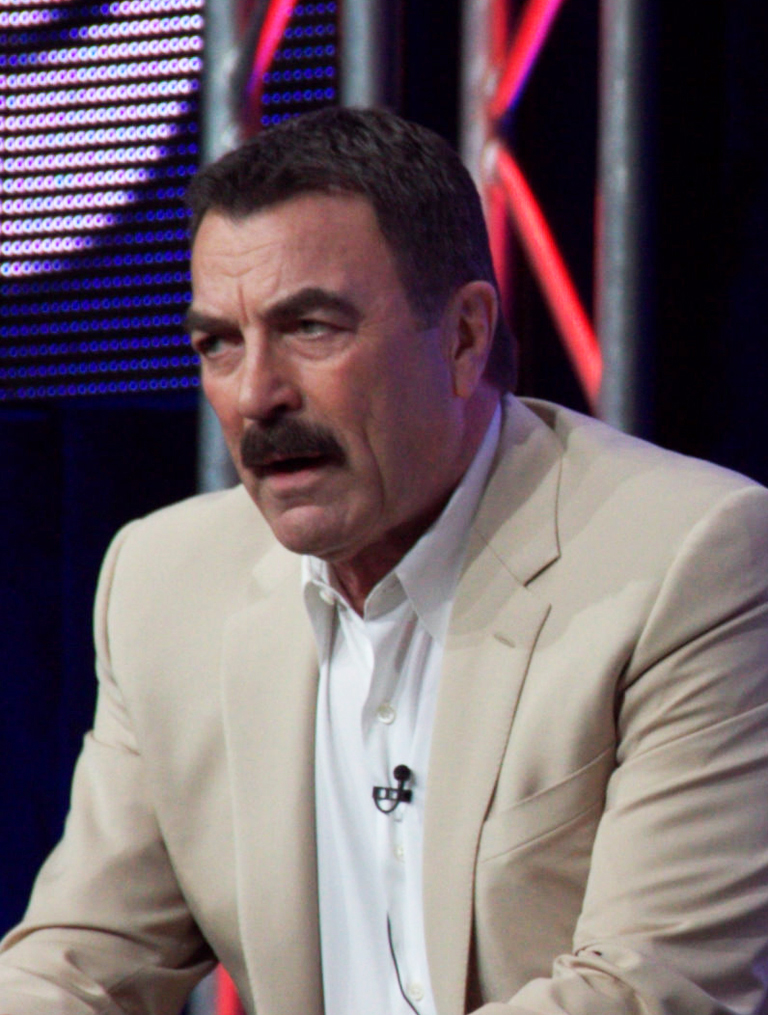
Tom Selleck (* 1945)

- 1945: Tom Selleck, US-amerikanischer Schauspieler
- 1945: Aschot Sohrabjan, armenischer Komponist
- 1945: Endre Tihanyi, ungarischer Turner
- 1946: Günter Ohnemus, deutscher Schriftsteller und Übersetzer
- 1947: Linda B. Buck, US-amerikanische Neurophysiologin, Nobelpreisträgerin
- 1947: David Byron, britischer Musiker (Uriah Heep)
- 1947: Mladen Kutschew, bulgarischer Gewichtheber
- 1947: Jochen Sanio, deutscher Jurist, Präsident der Bundesanstalt für Finanzdienstleistungsaufsicht
- 1947: Joachim Siegerist, deutsch-lettischer Journalist und Politiker
- 1948: Michael Abendroth, deutscher Schauspieler und Regisseur
- 1948: Delia Boccardo, italienische Schauspielerin
- 1948: Halina Golanko, polnische Schauspielerin
- 1948: Guido Knopp, deutscher Historiker, Publizist und Moderator
- 1948: Espen Rud, norwegischer Jazzschlagzeuger
- 1949: Stefan Diestelmann, deutscher Bluesmusiker
- 1949: Vincent Klink, deutscher Koch
- 1950: Herbert Langemann, deutscher Schauspieler
- 1950: Flavio Maspoli, Schweizer Politiker
- 1950: Jody Scheckter, südafrikanischer Automobilrennfahrer

#### 1951–1975
- 1951: Peter Cornelius, österreichischer Sänger
- 1951: Markus Felber, Schweizer Jurist und Journalist
- 1951: Larry Schuba, deutscher Sänger
- 1951: Olabisi Ugbebor, nigerianische Mathematikerin und Hochschullehrerin
- 1952: Peter Baumann, deutscher Elektronikmusiker
- 1952: Jakob Brechbühl, Schweizer Fußballspieler
- 1952: Tommy Ramone, US-amerikanischer Schlagzeuger (Ramones)
- 1953: Dalila Di Lazzaro, italienische Schauspielerin, Sängerin und Model

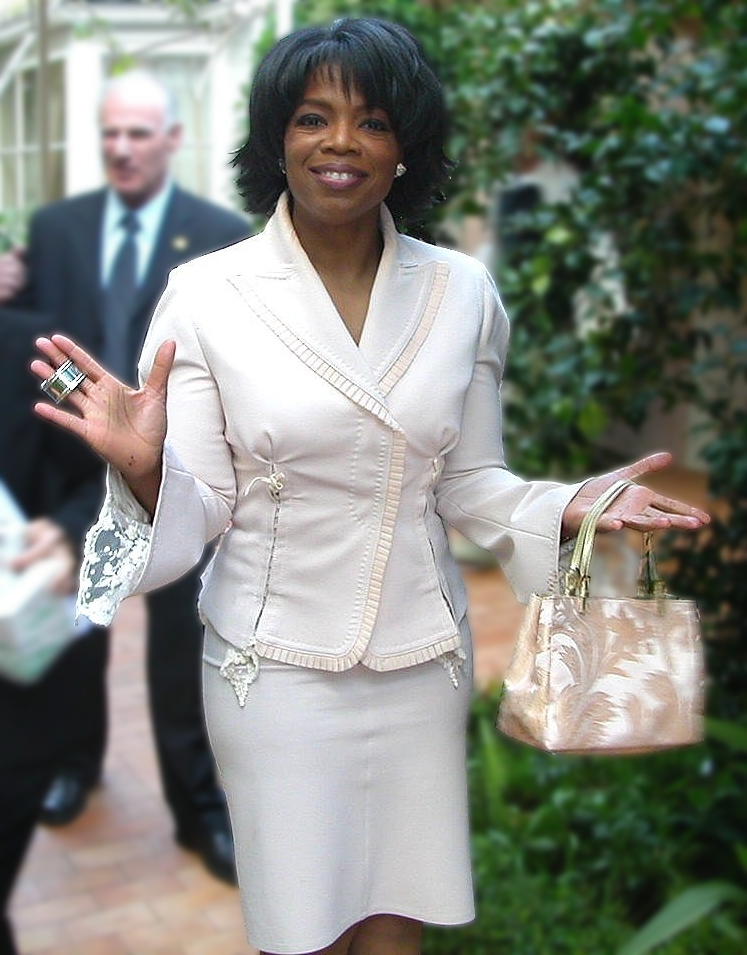
Oprah Winfrey (* 1954)

- 1954: Oprah Winfrey, US-amerikanische Talkmasterin
- 1955: Hubert Burczek, deutscher Schauspieler und Sprecher
- 1956: Jan Jakub Kolski, polnischer Regisseur
- 1956: Amii Stewart, US-amerikanische Pop-Sängerin, Tänzerin und Schauspielerin
- 1957: Gregor Aas, deutscher Forstwissenschaftler
- 1957: Doris Fiala, Schweizer Politikerin
- 1957: Manuela Groß, deutsche Eiskunstläuferin und -trainerin
- 1957: Jennifer A. Hillman, amerikanische Juristin, Hochschullehrerin und Mitglied am Appellate Body der Welthandelsorganisation
- 1957: David Murry, US-amerikanischer Automobilrennfahrer
- 1958: Leif Andrée, schwedischer Schauspieler und Schlagzeuger
- 1958: Thomas Blumenthal, deutscher Gitarrist und Musikpädagoge
- 1958: Judy Norton-Taylor, US-amerikanische Schauspielerin
- 1958: Carmen Walker Späh, Schweizer Politikerin
- 1959: Peter Hettlich, deutscher Politiker, MdB
- 1960: Gia Carangi, US-amerikanisches Model, angesehen als erstes Supermodel
- 1960: Pavel Fízek, tschechischer Skispringer und Trainer
- 1960: Greg Louganis, US-amerikanischer Kunstspringer, Olympiasieger
- 1961: Michael Autengruber, deutscher Phaleristiker, Historiker und Theologe
- 1961: Mark von Seydlitz, deutscher Filmregisseur und Filmproduzent
- 1962: Anna Eunike Röhrig, deutsche Schriftstellerin

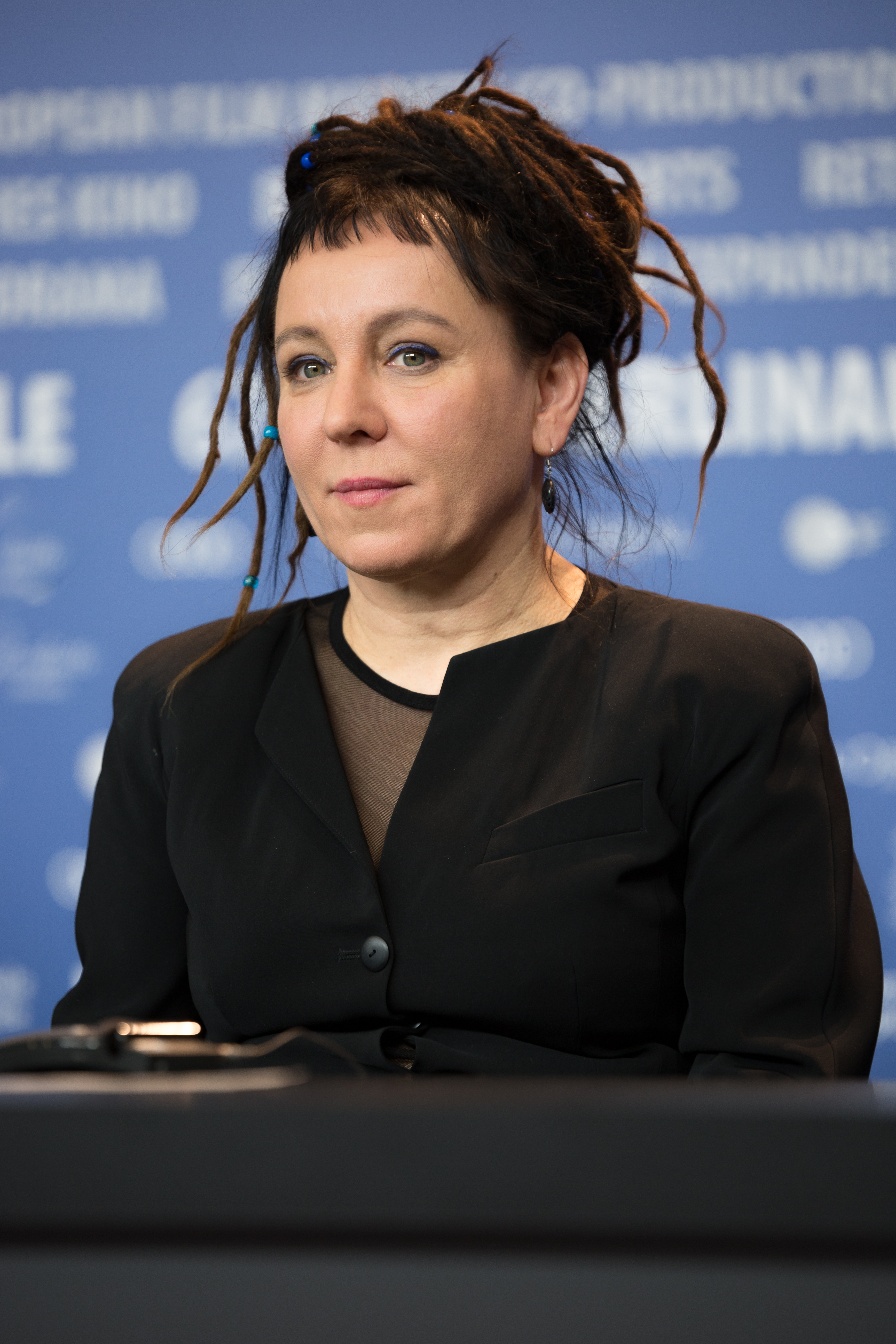
Olga Tokarczuk (* 1962)

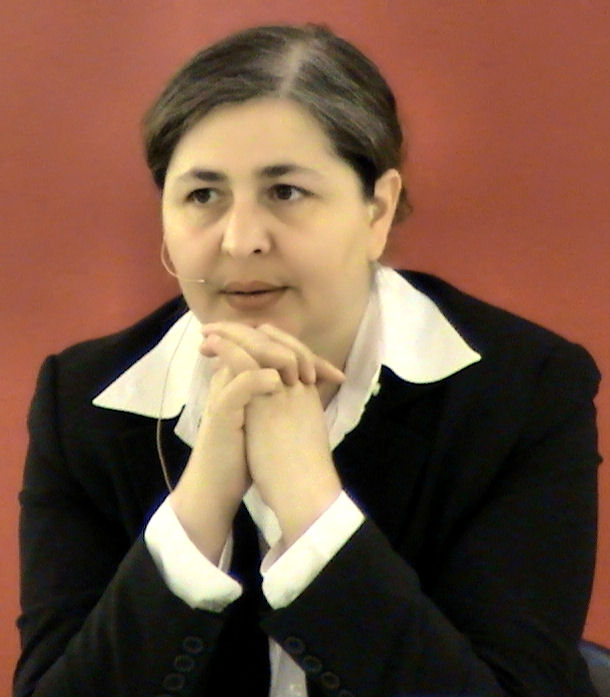
Serap Çileli (* 1966)

- 1962: Olga Tokarczuk, polnische Schriftstellerin und Nobelpreisträgerin
- 1962: Radovan Vlatković, kroatisch-französischer Hornist
- 1963: Urban Mangold, deutscher Politiker
- 1964: Robert Geiss, deutscher Unternehmer und Fernsehdarsteller
- 1964: Andre Reed, US-amerikanischer American-Football-Spieler
- 1965: Dominik Hašek, tschechischer Eishockeyspieler
- 1965: Julia Stemberger, österreichische Schauspielerin
- 1966: Akos Banlaky, österreichischer Komponist und Sänger
- 1966: Serap Çileli, deutsche Publizistin und Menschenrechtlerin
- 1966: Maxim Dlugy, US-amerikanischer Schachspieler
- 1966: Romário, brasilianischer Fußballspieler
- 1967: Phil Bancroft, britischer Jazzsaxophonist
- 1967: Tom Bancroft, britischer Jazzschlagzeuger
- 1967: Marc Cary, US-amerikanischer Jazzmusiker
- 1967: Khalid Skah, marokkanischer Leichtathlet
- 1967: Cyril Suk, tschechischer Tennisspieler
- 1968: Susi Erdmann, deutsche Rodlerin und Bobpilotin
- 1968: Remigijus Lapinskas, litauischer Unternehmer und Politiker

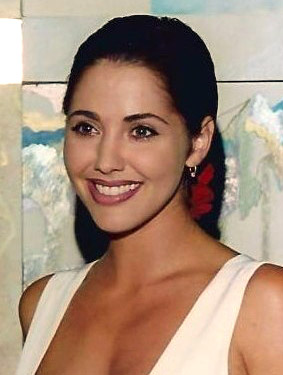
Bobbie Phillips (* 1968)

- 1968: Bobbie Phillips, US-amerikanische Schauspielerin
- 1968: Aeneas Williams, US-amerikanischer American-Football-Spieler
- 1969: Hyde, japanischer Sänger
- 1969: Lara Magoni, italienische Skirennläuferin
- 1969: Mirjam Müntefering, deutsche Schriftstellerin und LGBT-Aktivistin
- 1969: Saša Obradović, serbischer Basketballspieler und -trainer
- 1970: Heather Graham, US-amerikanische Schauspielerin
- 1970: Heike Meißner, deutsche Leichtathletin
- 1971: Jörg Albertz, deutscher Fußballspieler
- 1971: Matthias Pintscher, deutscher Komponist und Dirigent
- 1972: Olga Wiktorowna Anissimowa, russische Biathletin
- 1973: Fabien Foret, französischer Motorradrennfahrer
- 1973: Mona Sharma, deutsche Komikerin
- 1974: Achim Schürmann, deutscher Handballspieler und -trainer
- 1974: Kōji Wada, japanischer Sänger
- 1975: Sharif Atkins, US-amerikanischer Filmschauspieler
- 1975: Sara Gilbert, US-amerikanische Schauspielerin
- 1975: Hagen Stoll, deutscher Musiker und Produzent
- 1975: Michaela Teller, deutsche Juristin

#### 1976–2000
- 1976: Tracy Lynn Cruz, US-amerikanische Schauspielerin
- 1976: Karsten Kroon, niederländischer Radrennfahrer
- 1976: Belle Pérez, belgische Sängerin
- 1977: Ruddy Buquet, französischer Fußballschiedsrichter

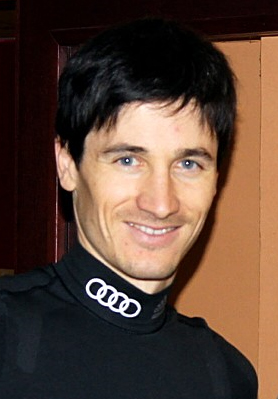
Martin Schmitt (* 1978)

- 1978: Martin Schmitt, deutscher Skispringer
- 1979: Sarah Kuttner, deutsche Fernsehmoderatorin
- 1979: Matej Mavrič, slowenischer Fußballspieler
- 1979: Vinzenz Kiefer, deutscher Schauspieler
- 1980: Nils Bomhoff, deutscher Fernsehmoderator
- 1980: Jenny Kirlin, US-amerikanische Schauspielerin
- 1980: Ivan Klasnić, kroatischer Fußballspieler
- 1980: Jan Matura, tschechischer Skispringer
- 1980: Jason James Richter, US-amerikanischer Musiker und Schauspieler
- 1981: Thomas Broich, deutscher Fußballspieler
- 1981: Alex Figge, US-amerikanischer Automobilrennfahrer
- 1981: Jonny Lang, US-amerikanischer Musiker
- 1981: Romano Denneboom, niederländischer Fußballspieler
- 1982: Wallis Bird, irische Musikerin
- 1982: Kim Dong-jin, südkoreanischer Fußballspieler
- 1982: Ji Jianhua, chinesischer Radrennfahrer
- 1982: Adam Lambert, US-amerikanischer Sänger
- 1984: Yukio Peter, nauruischer Gewichtheber
- 1984: Taichi, deutscher Rapper
- 1985: Anna Aaron, Schweizer Singer-Songwriterin und Pianistin

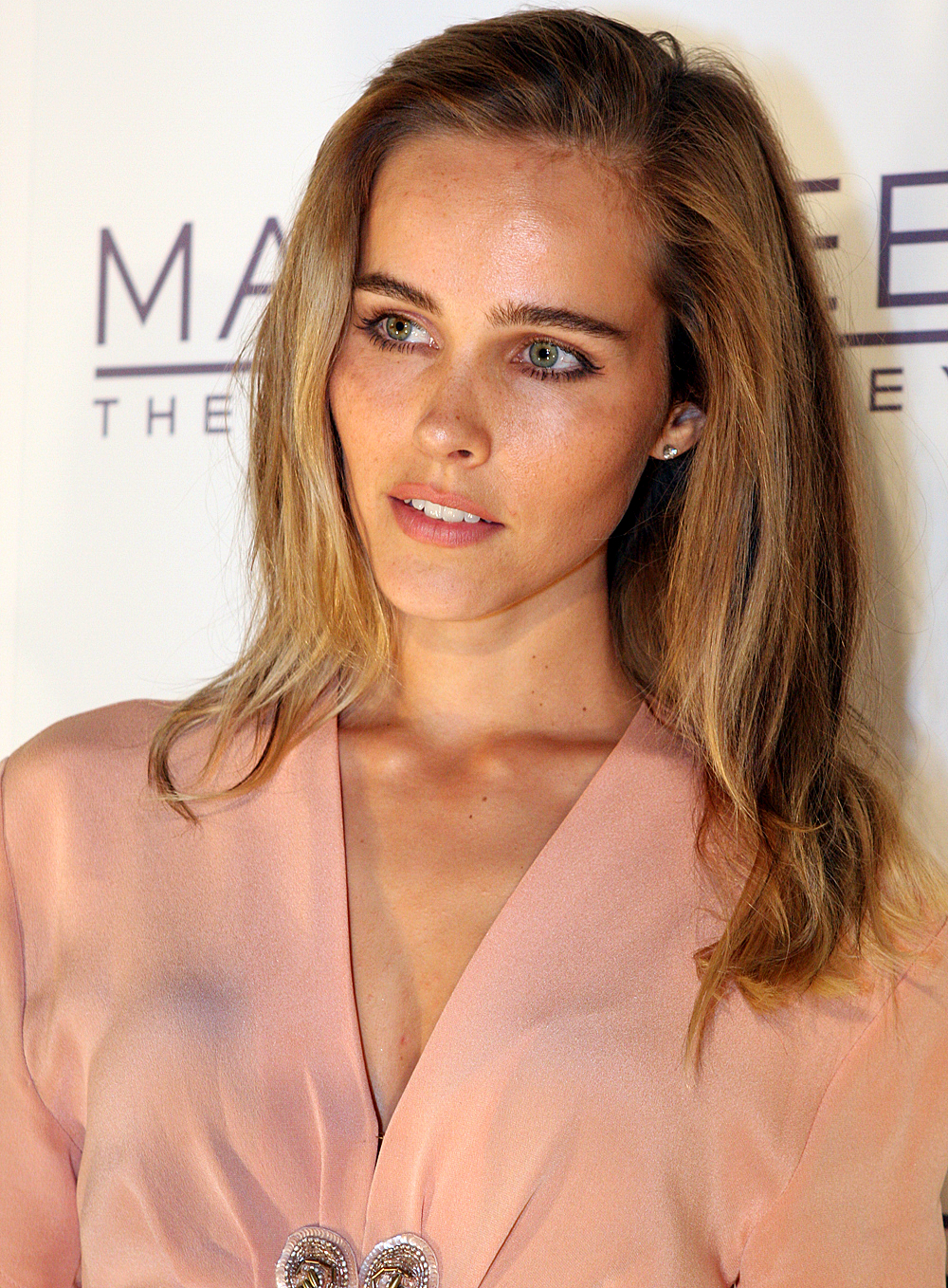
Isabel Lucas (* 1985)

- 1985: Isabel Lucas, australische Schauspielerin
- 1985: Jessica Marais, australische Schauspielerin
- 1985: Athina Onassis, griechische Springreiterin
- 1985: Patrick Osoinik, österreichischer Fußballspieler
- 1986: Thomas Greiss, deutscher Eishockeyspieler
- 1986: Marie-Luisa Kunst, deutsche Schauspielerin
- 1986: Matilda Rapaport, schwedische Freeride-Sportlerin
- 1987: Le-Thanh Ho, deutsche Musikerin und Schauspielerin
- 1989: Inga Lessmann, deutsche Schauspielerin
- 1989: Daisuke Nakajima, japanischer Rennfahrer
- 1992: David Pittard, britischer Autorennfahrer
- 1993: Ndriqim Halili, deutsch-albanischer Fußballspieler
- 1993: Akiko Ōmae, japanische Tennisspielerin
- 1993: Alexandra Mazzucco, deutsche Handballspielerin
- 1993: Kyary Pamyu Pamyu, japanisches Model, Bloggerin und Musikerin
- 1994: Lucas Hufnagel, georgisch-deutscher Fußballspieler
- 1994: Phillipp Mwene, kenianisch-österreichischer Fußballspieler
- 1995: Cynthia Cosima, deutsche Schauspielerin
- 1996: Jekaterina Noskowa, russische Biathletin
- 1996: Max van Splunteren, niederländischer Automobilrennfahrer
- 1997: Jessica Barreira, portugiesische Leichtathletin
- 1998: Jorge Martín, spanischer Motorradrennfahrer
- 1999: Eklent Kaçi, albanischer Poolbillardspieler
- 2000: Robin Hranáč, tschechischer Fußballspieler

### 21. Jahrhundert
- 2001: Arthur Chaves, brasilianischer Fußballspieler
- 2001: Xavier Legette, US-amerikanischer American-Football-Spieler
- 2003: Cole McKinnon, schottischer Fußballspieler
- 2004: Delia Folea, rumänische Skispringerin
- 2004: Erriyon Knighton, US-amerikanischer Sprinter

## Gestorben

### Vor dem 15. Jahrhundert
- 0246 v. Chr.: Ptolemaios II., ägyptischer Pharao
- 0761: David, Bischof von Speyer
- 0946: Edgitha, Königin des Ostfrankenreichs und Gemahlin Ottos des Großen
- 0969: Peter I., Zar von Bulgarien
- 1119: Gelasius II., Papst
- 1123: Friedrich I., Erzbischof von Bremen
- 1129: Minamoto no Toshiyori, japanischer Dichter
- 1152: Hermann II., Graf von Winzenburg, Markgraf von Meißen, Landgraf von Thüringen, später Graf von Plesse
- 1180: Soběslav II., Herzog von Böhmen und Landgraf von Mähren
- 1234: Ottaviano di Paoli de’ Conti di Segni, italienischer Kardinal und Camerlengo
- 1327: Adolf von der Pfalz, Pfalzgraf bei Rhein
- 1341: Louis I., Graf von Clemont und La Marche, Herzog von Bourbon
- 1367: Hermann von Wickede I, Lübecker Bürgermeister

### 15. bis 18. Jahrhundert
- 1430: Andrei Rubljow, russischer Ikonenmaler
- 1438: John Merbury, englischer Politiker und Beamter
- 1465: Ludwig, französischer Adliger, Herzog von Savoyen, Fürst von Piemont, Graf von Aosta und Maurienne

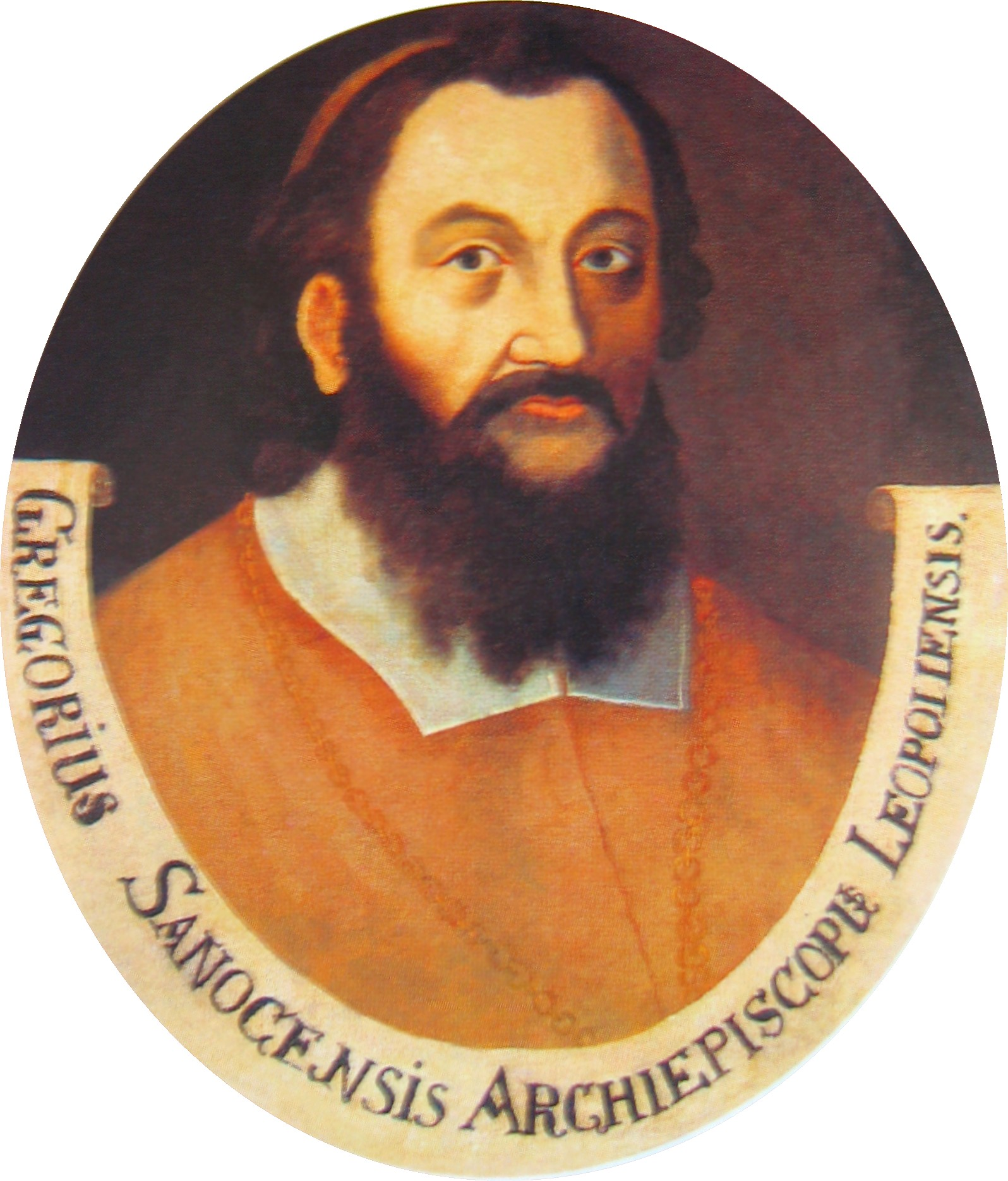
Grzegorz von Sanok († 1477)

- 1477: Gregor von Sanok, polnischer Geistlicher und Hochschullehrer, Erzbischof von Lemberg, erster Vertreter des Humanismus in Polen
- 1487: Wedigo Gans von Putlitz, Bischof von Havelberg
- 1584: Wolf von Schönberg, kursächsischer Beamter
- 1597: Elias Nikolaus Ammerbach, deutscher Organist und Arrangeur
- 1601: Louise de Lorraine-Vaudémont, Königin von Frankreich
- 1625: Jakob Gretser, lateinischer Philologe, Historiker, Dramatiker und Polemiker der Gegenreformation in Deutschland
- 1625: Melchior von Rechenberg, sächsisch-schlesischer Adliger, Landeshauptmann der Grafschaft Glatz
- 1628: Philipp Ernst zu Hohenlohe-Neuenstein, Graf zu Hohenlohe-Langenburg
- 1642: Bartholomäus Anhorn, Schweizer Pfarrer und Historiker
- 1706: Johann Georg Aberle, bayerischer Soldat
- 1707: Otto Mencke, deutscher Gelehrter und Professor für Moral und Politik
- 1722: Carl Gustaf Rehnskiöld, schwedischer General, Gouverneur von Schonen
- 1729: Johann Fabricius, deutscher Theologe
- 1730: Peter II., russischer Zar
- 1737: George Hamilton, 1. Earl of Orkney, britischer Feldmarschall
- 1738: Johann Georg Fux, deutscher Orgelbauer
- 1739: Friedrich Gottlieb Kettner, deutscher lutherischer Theologe und Kirchenhistoriker
- 1743: André-Hercule de Fleury, französischer Kardinal und Staatsmann
- 1744: Thomas Mansel, 2. Baron Mansel, walisischer Adeliger
- 1750: Daniel Salthenius, schwedischer Pädagoge und evangelischer Theologe
- 1751: Jacob van Schuppen, Hofmaler am kaiserlichen Hof in Wien
- 1763: Johan Ludvig von Holstein, Kanzler von Dänemark, Kunst- und Literatursammler
- 1763: Louis Racine, französischer Dichter
- 1766: Johann Friedrich Mögling, deutscher Jurist

### 19. Jahrhundert

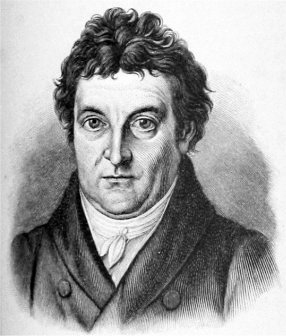
Johann Gottlieb Fichte († 1814)

- 1814: Johann Gottlieb Fichte, deutscher Erzieher und Philosoph, Vertreter des Idealismus
- 1817: Heinrich XIII., Fürst Reuß zu Greiz
- 1820: Georg III., König von Großbritannien und Hannover
- 1824: Joachim Nettelbeck, deutscher Seefahrer und Schriftsteller

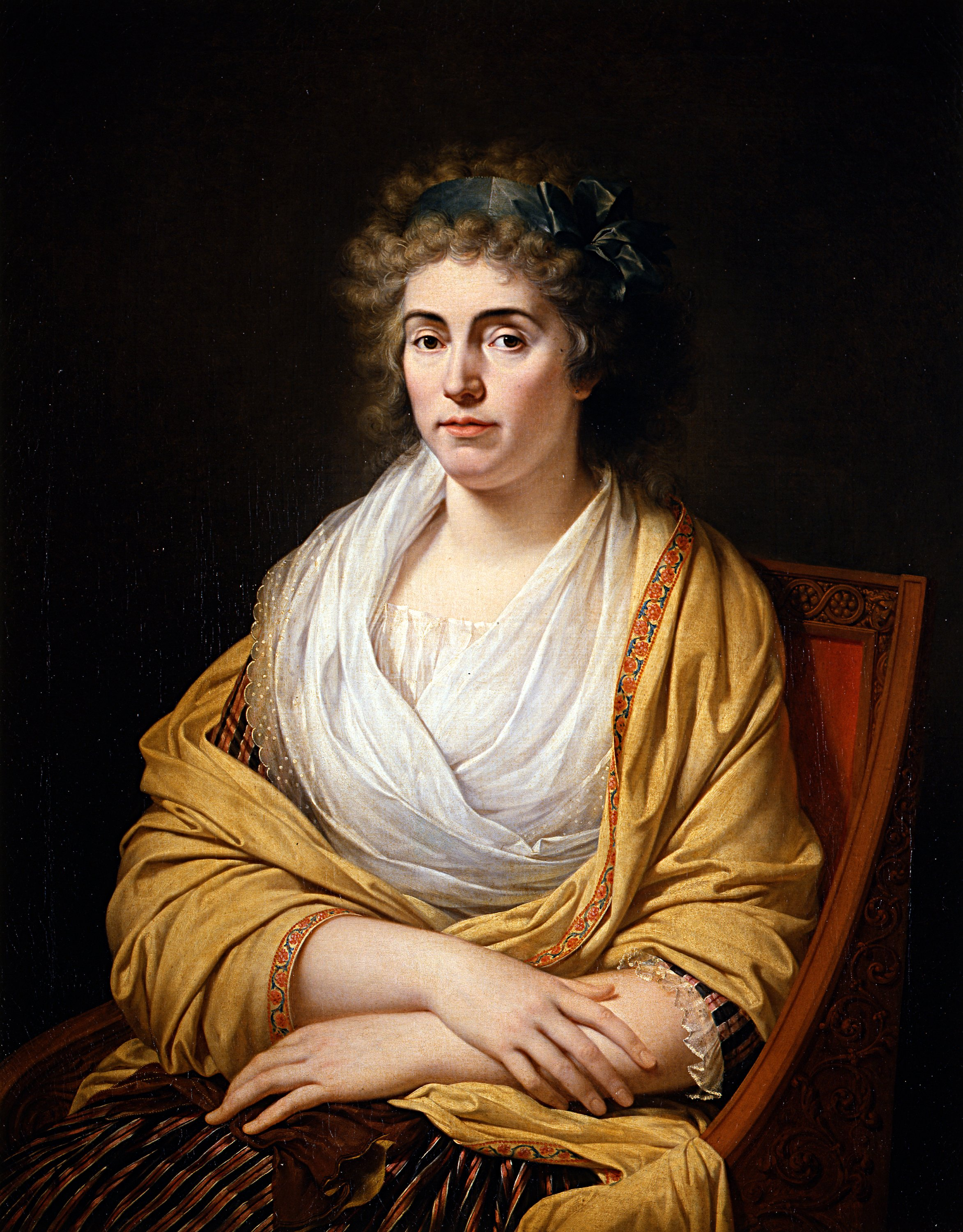
Luise zu Stolberg-Gedern († 1824)

- 1824: Luise zu Stolberg-Gedern, Ehefrau des jakobitischen Thronprätendenten Charles Edward Stuart
- 1827: Joseph Christian Lillie, dänischer Architekt und Innenarchitekt
- 1828: Joseph Léopold Sigisbert Hugo, französischer General
- 1829: Paul de Barras, französischer Politiker und Mitglied des Direktoriums
- 1829: Aloisius Fortis, französischer Ordensgeneral
- 1829: Timothy Pickering, US-amerikanischer Politiker, mehrfacher Minister, Senator, Mitglied des Repräsentantenhauses
- 1833: Janez Baptist Novak, slowenischer Komponist
- 1834: Johann Gaudenz von Salis-Seewis, Schweizer Dichter
- 1838: Sigismund August Wolfgang von Herder, deutscher Geologe und Mineraloge
- 1843: Wilhelm Abeken, deutscher klassischer Archäologe
- 1844: Ernst I., Herzog von Sachsen-Coburg-Saalfeld
- 1844: Luisa Carlota von Neapel-Sizilien, Tochter von Francesco I. di Borbone, Infantin von Spanien
- 1847: Jana Wynandina Gertrut d’Aubigny von Engelbrunner, deutsche Schriftstellerin, Sängerin und Musikpädagogin
- 1848: Joseph Görres, deutscher Gymnasial- und Hochschullehrer und Publizist
- 1848: John Winston Jones, US-amerikanischer Politiker, Mitglied und Sprecher des Repräsentantenhauses
- 1848: Friedrich Pfluger, Schweizer römisch-katholischer Geistlicher
- 1856: Otto von Erxleben, deutscher Offizier und Gutsbesitzer
- 1859: William Cranch Bond, US-amerikanischer Astronom
- 1859: William Hickling Prescott, US-amerikanischer Historiker

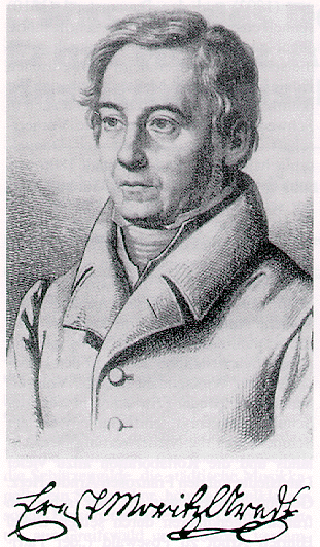
Ernst Moritz Arndt († 1860)

- 1860: Ernst Moritz Arndt, deutscher Schriftsteller und Lyriker, Abgeordneter der Frankfurter Nationalversammlung
- 1860: Josef Liebermann, deutscher Frühindustrieller
- 1860: Stéphanie de Beauharnais, Adoptivtochter von Napoléon Bonaparte
- 1868: José María Achá, bolivianischer General und Politiker
- 1869: Karl Ludwig Roeck, Bürgermeister der Hansestadt Lübeck
- 1870: Leopold II., Großherzog der Toskana
- 1875: Rageth Christoffel, Schweizer Pfarrer und Pädagoge
- 1876: Pjotr Romanowitsch Bagration, russischer General, Gouverneur von Twer
- 1878: Bruno Hildebrand, deutscher Wirtschaftswissenschaftler und Politiker
- 1879: Antonio Benedetto Antonucci, italienischer Geistlicher, Bischof von Ferentino und Ancona, Kardinal
- 1881: Nikolaus München, Kölner Dompropst
- 1882: Alfred von Henikstein, österreichischer Feldmarschallleutnant
- 1882: Wilhelm Stieber, preußischer Geheimdienstchef
- 1885: Franz Rieger, deutscher Orgelbaumeister und Firmengründer
- 1888: Edward Lear, britischer Maler, Illustrator und Schriftsteller

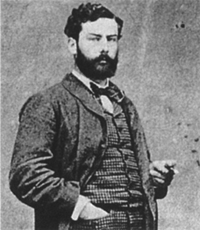
Alfred Sisley († 1899)

- 1890: Johan Didrik Behrens, norwegischer Komponist und Chordirigent
- 1890: William Gull, britischer Arzt, wurde verdächtigt, Jack the Ripper zu sein
- 1891: William Windom, US-amerikanischer Jurist und Politiker, Mitglied des Repräsentantenhauses, Senator, Finanzminister
- 1895: Adalbert von Dobschütz, preußischer Oberst
- 1896: Willem Gerard Brill, niederländischer Niederlandist, Romanist, Anglist und Historiker.
- 1898: Roberto Ivens, portugiesischer Offizier und Afrikaforscher
- 1899: Alfred Sisley, französischer Landschaftsmaler des Impressionismus
- 1899: Karl Buchrucker, lutherischer Geistlicher und Theologe

### 20. Jahrhundert

#### 1901–1950

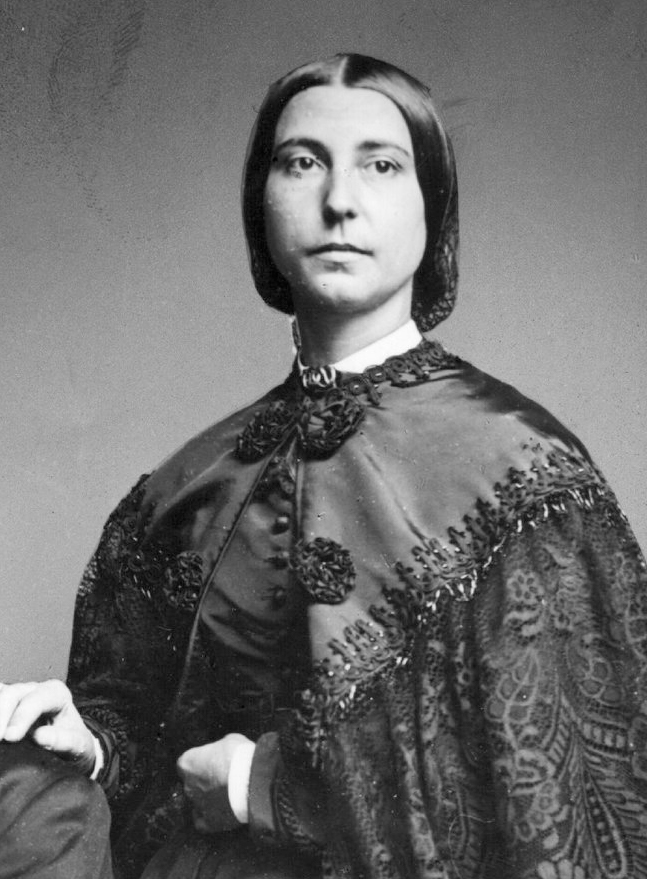
Helen Taylor († 1907)

- 1902: Carl Arendt, deutscher Sinologe
- 1905: Heinrich Adam, deutsch-österreichischer Architekt und Wiener Gemeinderat
- 1905: Hermann Landois, deutscher Zoologieprofessor
- 1906: Christian IX., König von Dänemark
- 1907: Helen Taylor, englische Frauenrechtlerin
- 1910: Edmond Missa, französischer Komponist
- 1910: Édouard Rod, Schweizer Autor
- 1911: Wilhelm Wilmanns, deutscher Germanist
- 1912: Bronisław Markiewicz, polnischer Priester und Ordensgründer
- 1912: Herman Bang, dänischer Schriftsteller
- 1918: Berthold Welte, deutscher Fabrikant und Geschäftsmann
- 1919: Franz Mehring, deutscher Publizist, Politiker und marxistischer Historiker
- 1920: Johann Desch, deutscher Mitbegründer der industriellen Bekleidungsfertigung
- 1921: Carl Georg Schillings, deutscher Fotograf
- 1924: Jacobus Johannes Hartman, niederländischer Altphilologe
- 1928: Douglas Haig, 1. Earl Haig, britischer Generalfeldmarschall
- 1929: Paul Gerson Unna, deutscher Arzt und Dermatologe
- 1929: Theodoor Verhey, niederländischer Komponist
- 1931: Henri Berthelot, französischer General im Ersten Weltkrieg

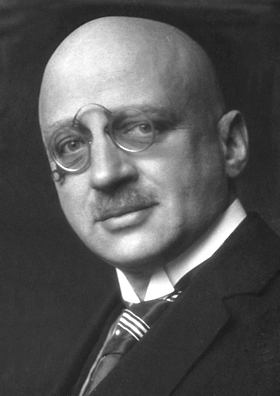
Fritz Haber († 1934)

- 1934: Fritz Haber, deutscher Chemiker, Pionier der chemischen Kriegsführung, Nobelpreisträger
- 1936: Joe Delahanty, US-amerikanischer Baseballspieler
- 1938: Johannes Werthauer, deutscher Jurist und Strafrechtsreformer
- 1938: Mary Wurm, englische Pianistin, Komponistin und Musikpädagogin
- 1940: Nedo Nadi, italienischer Säbel- und Florettfechter
- 1941: Franz Gürtner, deutscher Politiker, Landes- und Reichsminister
- 1941: Ioannis Metaxas, griechischer General und Politiker, Ministerpräsident
- 1945: Hans Conrad Leipelt, deutscher Student, Mitglied der Weißen Rose und Widerstandskämpfer
- 1946: Otto Brunck, deutscher Chemiker
- 1946: Harry Hopkins, US-amerikanischer Politiker, Minister
- 1946: Sidney Jones, britischer Komponist und Dirigent
- 1946: Bolesława Maria Lament, polnische Nonne und Ordensgründerin
- 1947: Albert Arnstadt, deutscher Politiker, MdR, Mitglied der Weimarer Nationalversammlung
- 1948: Aimone, 4. Herzog von Aosta und Herzog von Spoleto, Herzog von Aosta und Spoleto
- 1948: Hans Bullerian, deutscher Pianist, Dirigent und Komponist

#### 1951–2000

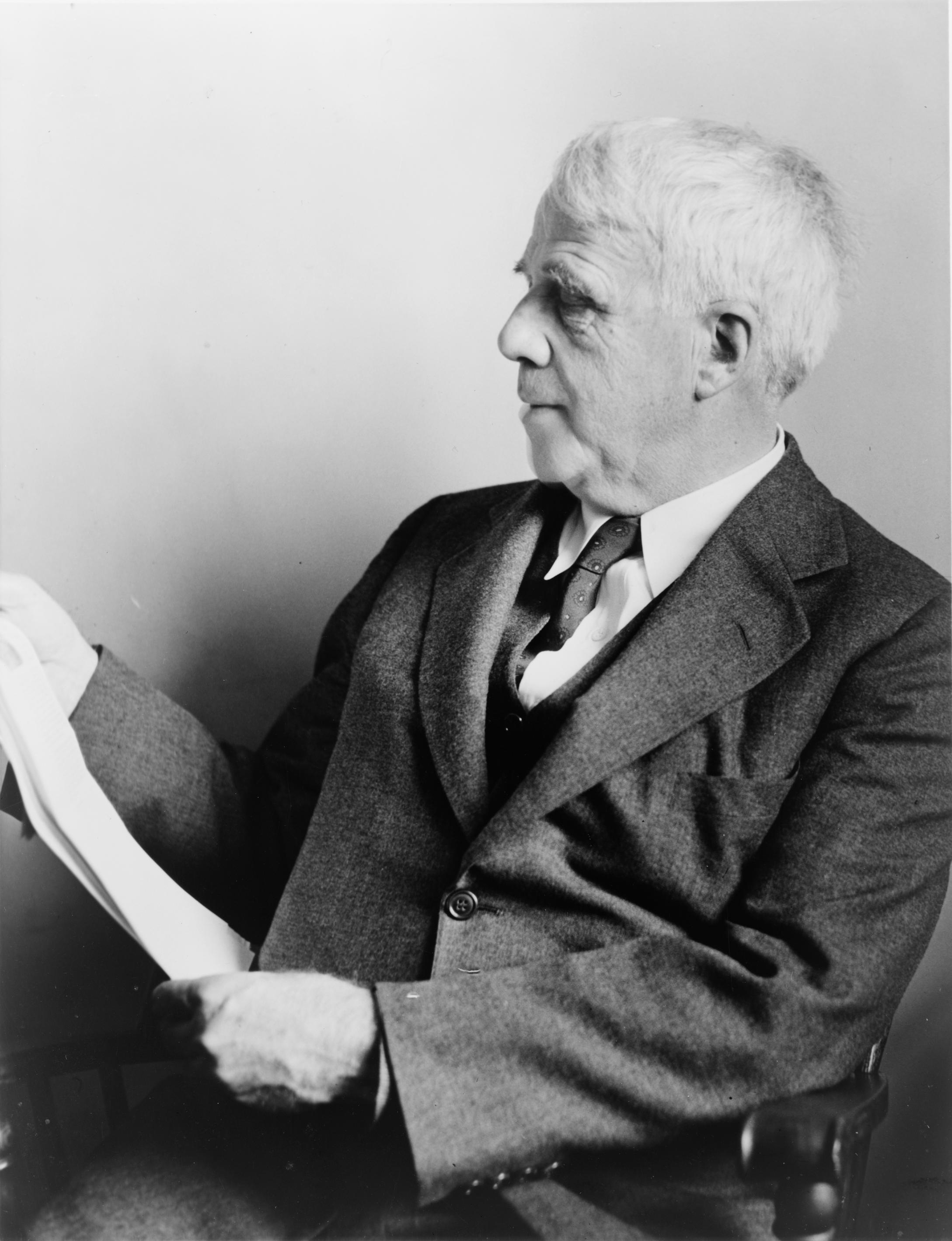
Robert Frost († 1963)

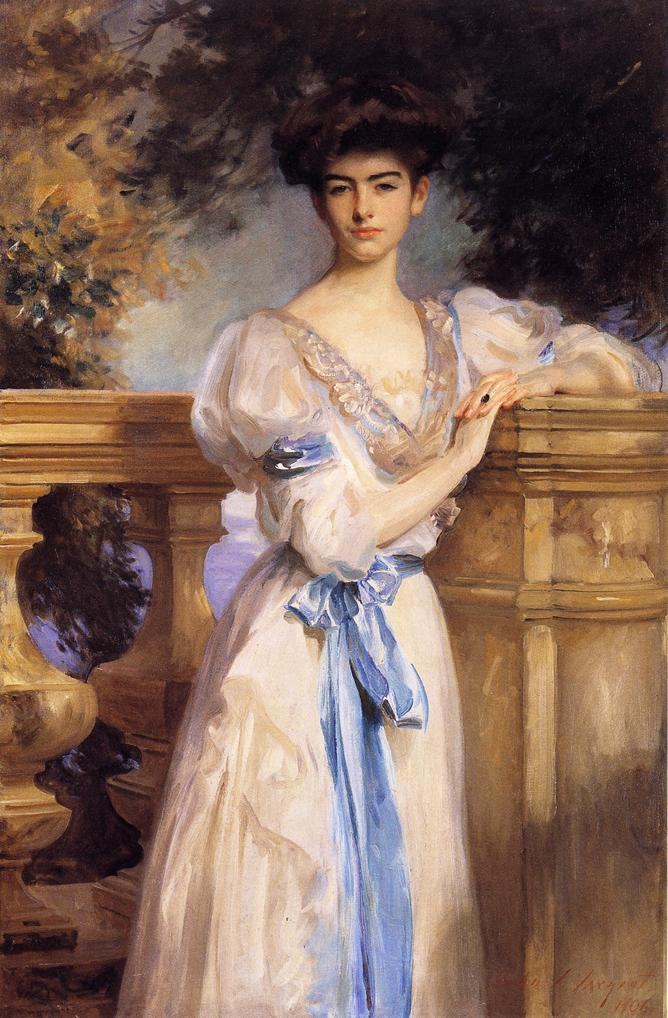
Gladys Moore Vanderbilt († 1965)

- 1954: Walter Conrad Arensberg, US-amerikanischer Literaturwissenschaftler und Kunstsammler
- 1956: Henry L. Mencken, US-amerikanischer Schriftsteller, Journalist, Literaturkritiker, Kolumnist, Satiriker und Kulturkritiker
- 1961: Johann Raithel, deutscher General
- 1962: Fritz Kreisler, österreichischer Violinist und Komponist
- 1962: Philipp Meyer, deutscher Politiker, MdB
- 1963: Robert Frost, US-amerikanischer Dichter und vierfacher Pulitzerpreisträger
- 1963: Albert K. Hömberg, deutscher Historiker und Autor
- 1963: Alexei Kelberer, sowjetischer Schauspieler und Synchronsprecher
- 1964: Alan Ladd, US-amerikanischer Filmschauspieler
- 1965: Alfred Roseno, deutscher Chirurg und Urologe
- 1965: Michał Spisak, polnischer Komponist
- 1965: Harold Steinacker, deutscher Historiker
- 1965: Gladys Moore Vanderbilt, US-amerikanisches Mitglied der Vanderbilt-Familie
- 1968: Hermann Asmus, deutscher Filmarchitekt und Theatermaler
- 1966: Josef Winckler, deutscher Schriftsteller
- 1969: Theodor Boehm, deutscher pharmazeutischer Chemiker
- 1969: Allen Welsh Dulles, US-amerikanischer Diplomat, Direktor der CIA und Mitglied der Warren-Kommission
- 1969: Julius Gold, US-amerikanischer Geiger, Musikwissenschaftler und -pädagoge
- 1970: Basil Liddell Hart, britischer Militär-Historiker, -korrespondent und Stratege
- 1970: Wiktor Fjodorowitsch Bolchowitinow, sowjetischer Flugzeugkonstrukteur
- 1973: Johannes Paul Thilman, deutscher Komponist
- 1974: Dillon Anderson, US-amerikanischer Jurist
- 1974: Martynas Anysas, litauischer Jurist, Historiker und Diplomat
- 1974: Klaus Dieter Arndt, deutscher Politiker, MdL, MdB, MdEP
- 1974: Herbert Ernest Bates, englischer Autor und Schriftsteller
- 1976: Reinhard Federmann, österreichischer Schriftsteller
- 1977: Jack Manders, US-amerikanischer American-Football-Spieler

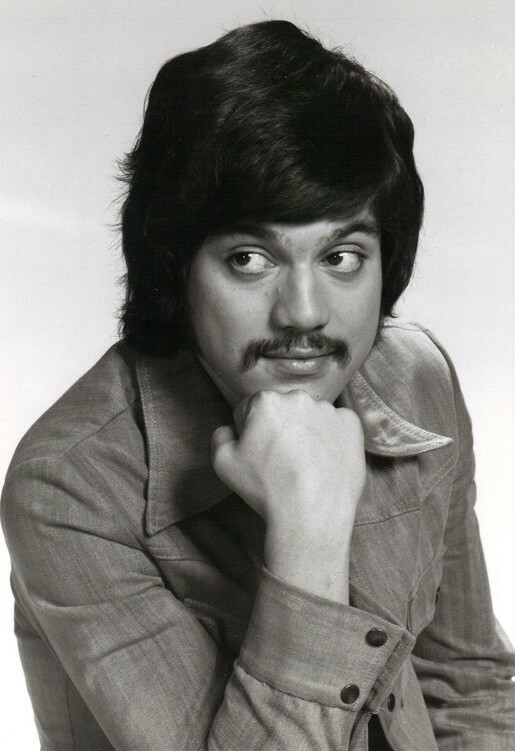
Freddie Prinze († 1977)

- 1977: Freddie Prinze, US-amerikanischer Schauspieler
- 1978: Stanisław Dygat, polnischer Schriftsteller
- 1979: Alf Ahlberg, schwedischer Schriftsteller, Humanist und Philosoph
- 1979: René Deltgen, luxemburgischer Schauspieler
- 1982: Ōtsuka Hironori, japanischer Begründer der Karate-Stilrichtung Wado-Ryu
- 1982: Raúl Schiaffino, uruguayischer Fußballspieler
- 1984: Max Güde, deutscher Jurist und Politiker
- 1984: Gunther Ipsen, österreichischer Soziologe und Philosoph
- 1984: Edzard Schaper, deutscher Schriftsteller und Übersetzer
- 1986: Jörg Mauthe, österreichischer Journalist, Schriftsteller und Kulturpolitiker
- 1986: Leif Erickson, US-amerikanischer Schauspieler
- 1987: Ivo Lhotka-Kalinski, kroatischer Komponist
- 1988: Seth Neddermeyer, US-amerikanischer Physiker
- 1988ː Anne Torcapel, Schweizer Architektin
- 1989: Halina Konopacka, polnische Leichtathletin
- 1991: Bruno Marek, österreichischer Bürgermeister von Wien
- 1991: Yasushi Inoue, japanischer Schriftsteller
- 1992: Willie Dixon, US-amerikanischer Bluesmusiker
- 1992: Jean-Louis Jeanmaire, Schweizer Offizier
- 1993: Walter Kolbenhoff, deutscher Schriftsteller, Journalist und Rundfunkredakteur
- 1994: Ulrike Maier, österreichische Skirennläuferin
- 1994: Joseph Abileah, israelischer Violinist und Friedensaktivist, erster verurteilter israelischer Kriegsdienstverweigerer
- 1995: Elisabeth Ackermann, deutsche Diakonisse
- 1997: Osvaldo Soriano, argentinischer Schriftsteller und Journalist
- 1998: Bruno Goller, deutscher Maler
- 1998: Roswitha Haftmann, Schweizer Galeristin, Kunsthändlerin sowie Gründerin und Finanzgeberin der Roswitha Haftmann Stiftung
- 1999: Willy Bandholz, deutscher Feldhandballspieler
- 1999: Hilmar Þorbjörnsson, isländischer Leichtathlet
- 1999: David Ricardo Williams, kanadischer Jurist, Historiker und Schriftsteller
- 2000: Hannes Schmidhauser, Schweizer Filmschauspieler, Drehbuchautor und Regisseur
- 2000: Thomas Bowles, US-amerikanischer Bariton-Saxophonspieler

### 21. Jahrhundert

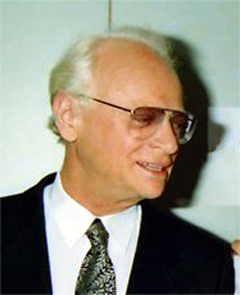
Ephraim Kishon († 2005)

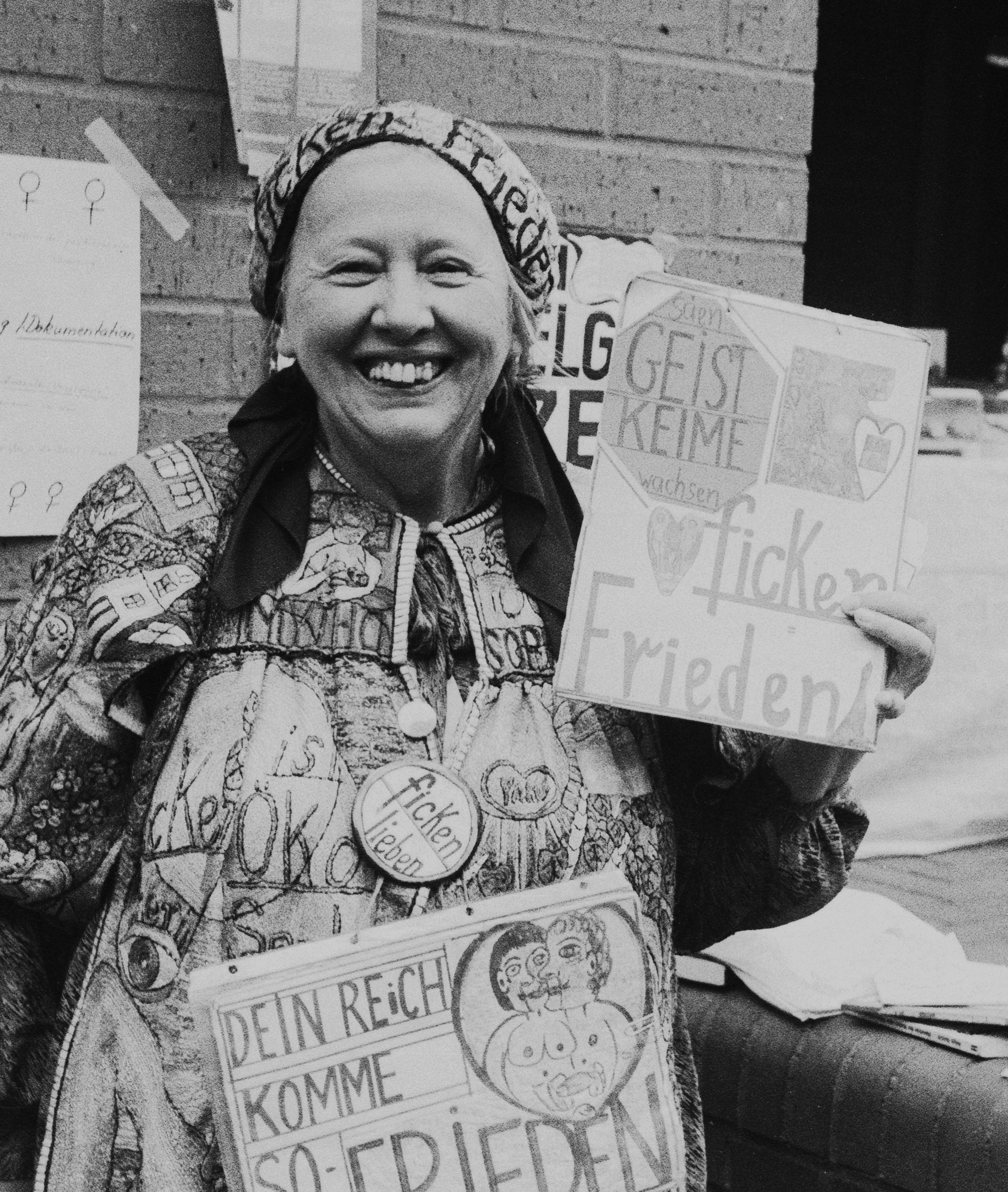
Helga Goetze († 2008)

- 2001: Jean-Pierre Aumont, französischer Schauspieler und Drehbuchautor
- 2002: Andy Kulberg, US-amerikanischer Rockmusiker
- 2003: Leslie Fiedler, US-amerikanischer Literaturwissenschaftler und -kritiker
- 2004: O. W. Fischer, österreichischer Schauspieler
- 2004: Janet Frame, neuseeländische Schriftstellerin
- 2004: Walter Jansen, deutscher Weihbischof
- 2004: Paul-Friedrich Reder, deutscher Handballspieler und -trainer
- 2004: Roy Woods, US-amerikanischer Automobilrennfahrer und Rennstallbesitzer
- 2005: Toni Berger, deutscher Volksschauspieler
- 2005: Alois Derfler, österreichischer Bauernbundpräsident
- 2005: Jean Hengen, Erzbischof von Luxemburg
- 2005: Karl Heinz Jacoby, Weihbischof von Trier
- 2005: Ephraim Kishon, ungarisch-israelischer Schriftsteller und Journalist
- 2005: Uli Märkle, deutscher Promoter und Musikproduzent
- 2005: Hermann Person, deutscher Politiker, MdL, Regierungspräsident Südbadens
- 2005: Cora Santa Cruz, chilenische Sängerin, Pianistin und Schauspielerin
- 2006: Nam June Paik, US-amerikanischer Musiker und bildender Künstler
- 2008: Abu Laith al-Libi, pakistanischer Terrorist
- 2008: Helga Goetze, deutsche Künstlerin, Schriftstellerin und politische Aktivistin
- 2008: Philippe Khorsand, französischer Schauspieler
- 2009: Hank Crawford, US-amerikanischer Musiker
- 2009: Karl Gass, deutscher Dokumentarfilmregisseur
- 2009: John Martyn, britischer Musiker
- 2011: Milton Babbitt, US-amerikanischer Musiktheoretiker und Komponist

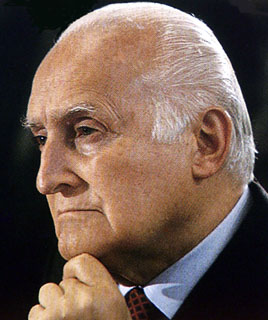
Oscar Luigi Scalfaro († 2012)

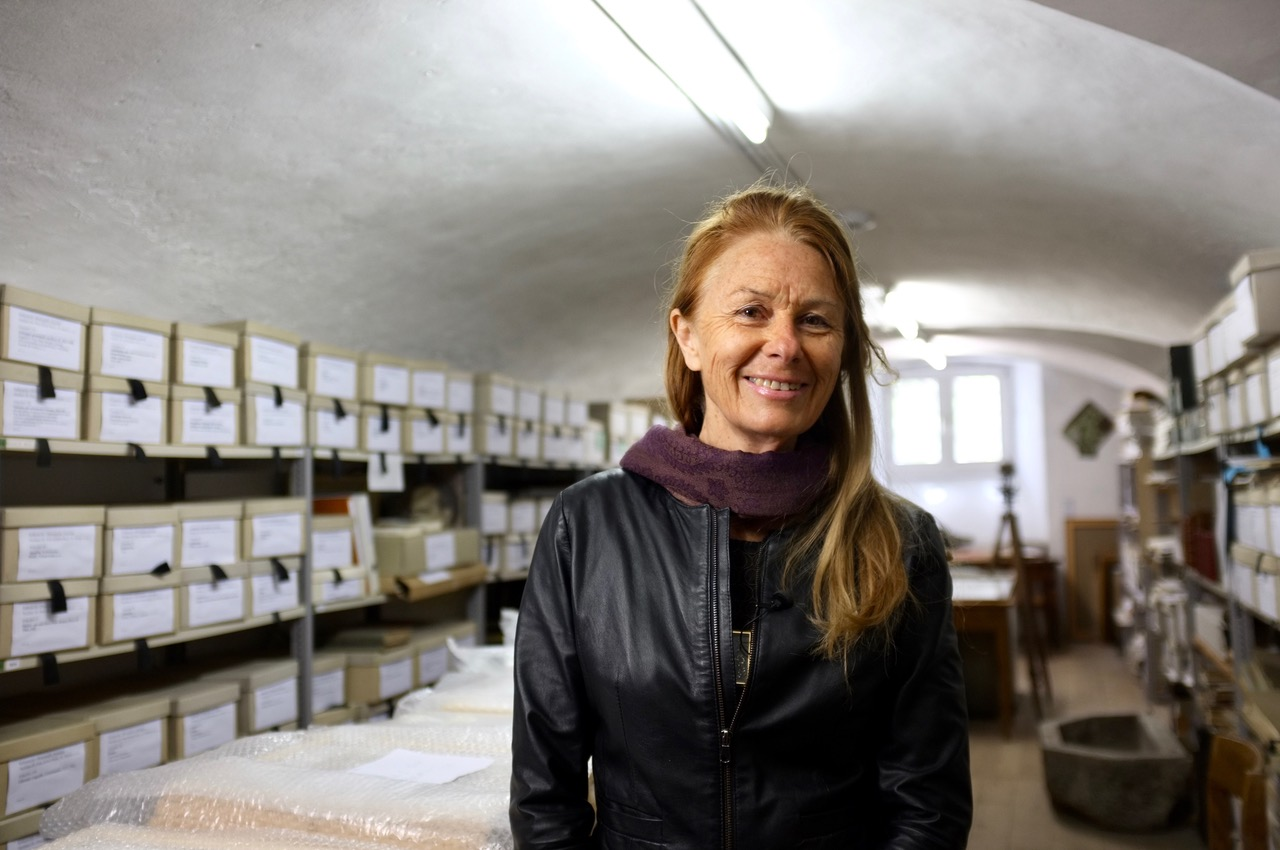
Dora Lardelli († 2023)

- 2012: Oscar Luigi Scalfaro, italienischer Politiker, Staatspräsident
- 2013: Paul Kienle, deutscher Physiker, Hochschullehrer und Wissenschaftsmanager
- 2013: Butch Morris, US-amerikanischer Jazz- und Improvisationsmusiker
- 2013: Walter Schilling, deutscher Theologe und Bürgerrechtler
- 2013: Reinhold Stecher, österreichischer Theologe, Bischof der Diözese Innsbruck
- 2015: Lope Balaguer, dominikanischer Sänger
- 2015: Will McBride, US-amerikanischer Fotograf
- 2015: Colleen McCullough, australische Schriftstellerin
- 2015: Reiner Süß, deutscher Kammersänger und Entertainer
- 2015: Israel Yinon, israelischer Dirigent
- 2016: Wolfgang Rittmann, deutscher Sportfunktionär
- 2016: Jacques Rivette, französischer Filmregisseur
- 2016: Helmut Zatopek, deutscher Fußballspieler
- 2019: James Ingram, US-amerikanischer Soulmusiker
- 2021: Hilton Valentine, britischer Musiker (The Animals)
- 2021: Mary Anne Witchger, US-amerikanische Schwimmerin
- 2022: Marty Engel, US-amerikanischer Leichtathlet
- 2022: Rudolf Kopp, deutscher Skilangläufer
- 2023: Ross Gillespie, neuseeländischer Hockeyspieler und -trainer
- 2023: Dora Lardelli, Schweizer Kunsthistorikerin, Autorin und Kulturvermittlerin
- 2024: Brian Griffin, britischer Fotograf
- 2025: Tobias Eder, deutscher Eishockeyspieler
- 2025ː Jewgenija Wassiljewna Schischkowa, russische Eiskunstläuferin

## Feier- und Gedenktage
- Kirchliche Gedenktage
  - Theophil Wurm, Bischof von Württemberg, Vertreter des kirchlichen Widerstandes gegen den Nationalsozialismus, erster EKD-Ratsvorsitzender (evangelisch)
  - Hl. Valerius von Trier, Bischof (katholisch)
  - Hl. Valerius, Bischof von Lucca (katholisch)
  - Hl. Valerius von Saragossa